# Llista de peixos de la República d'Irlanda

Localització de la República d'Irlanda a Europa

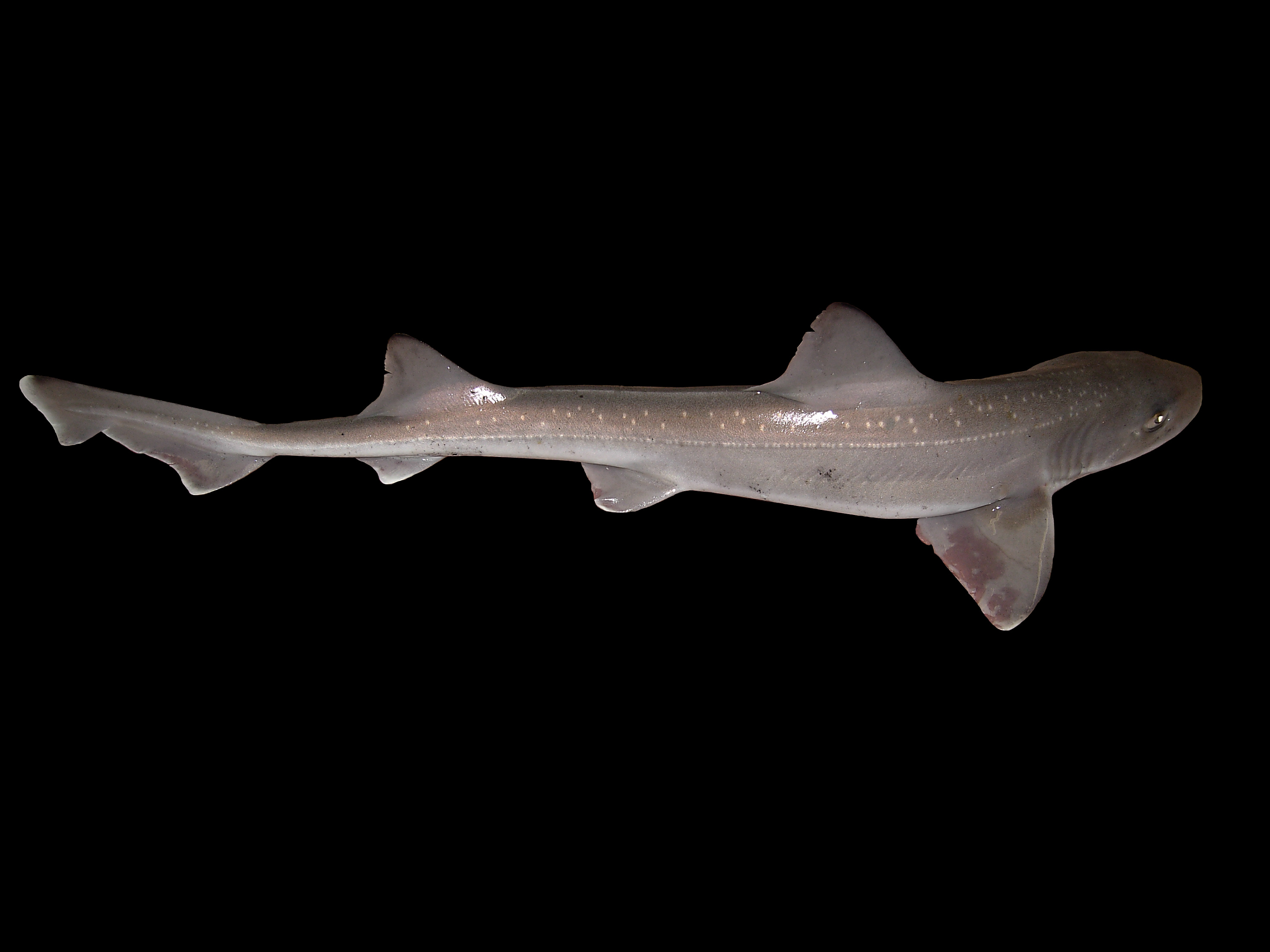
Mussola gravatja (Mustelus asterias)

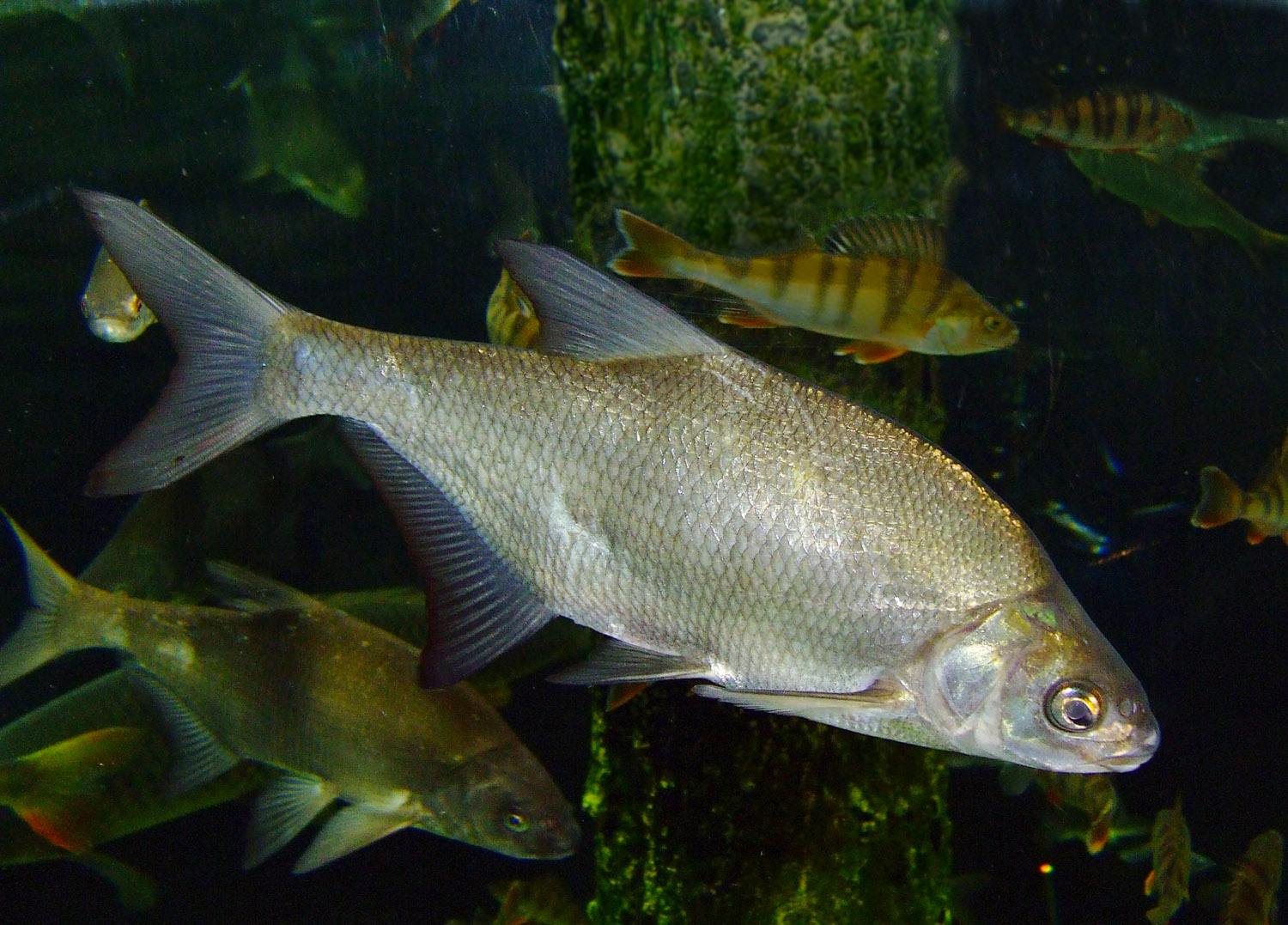
Brema (Abramis brama)

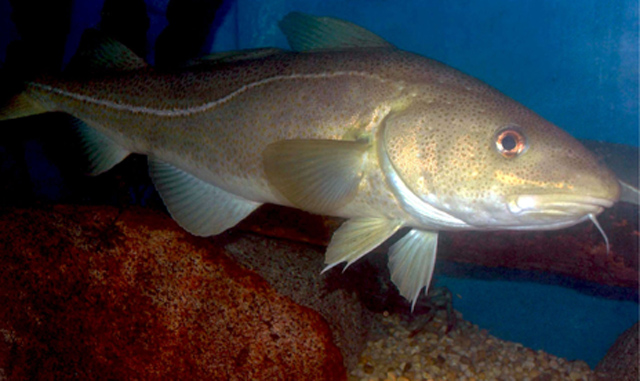
Bacallà de l'Atlàntic (Gadus morhua)

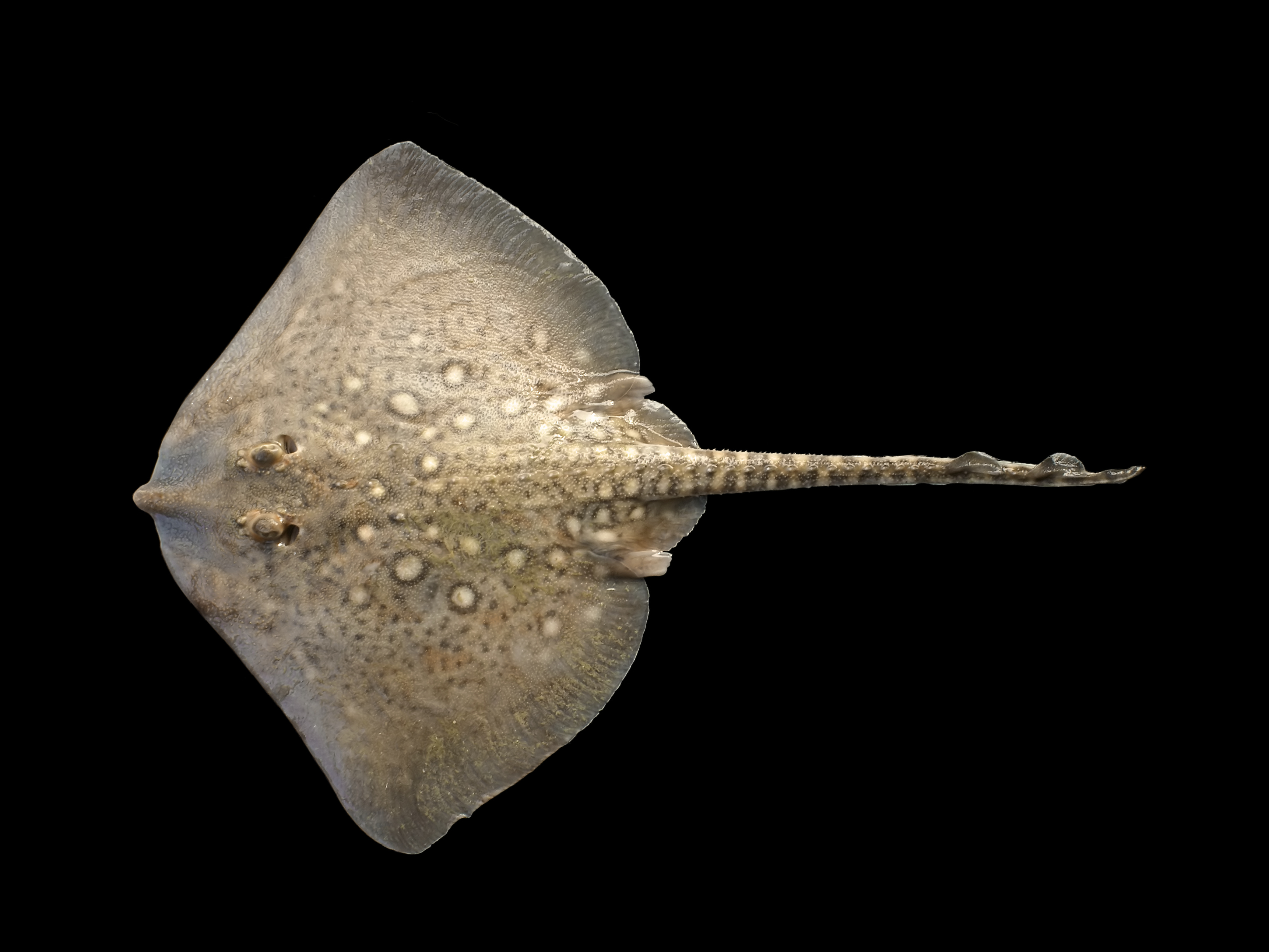
Clavellada (Raja clavata)

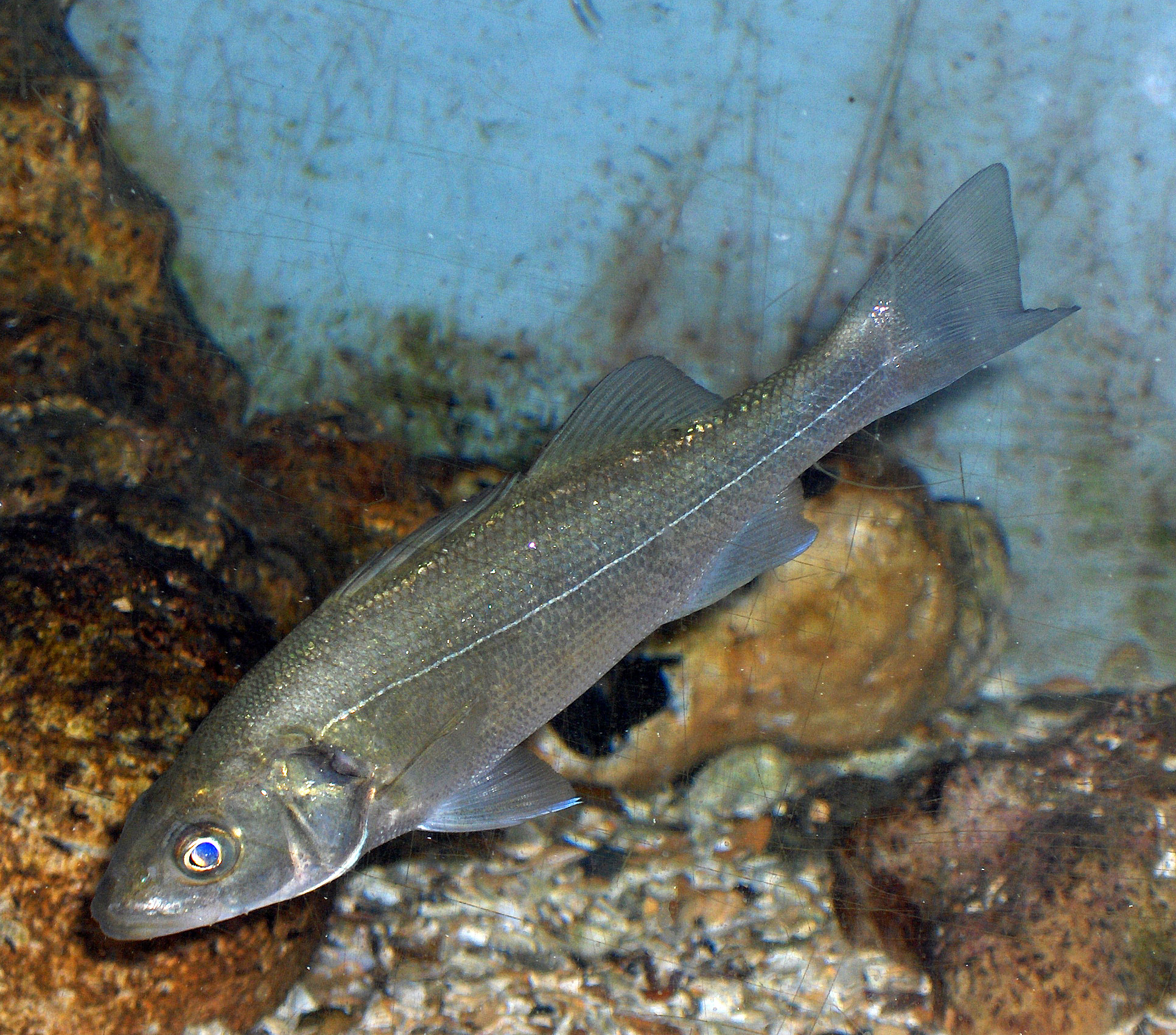
Llobarro (Dicentrarchus labrax)

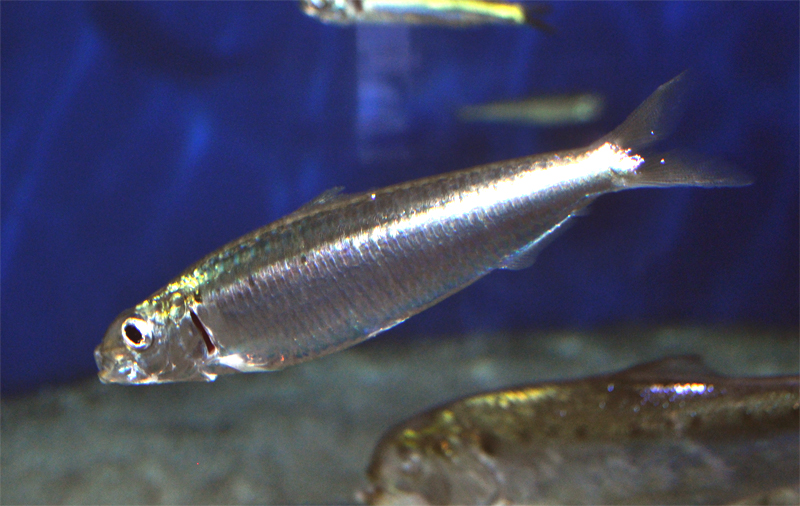
Sardina (Sardina pilchardus)

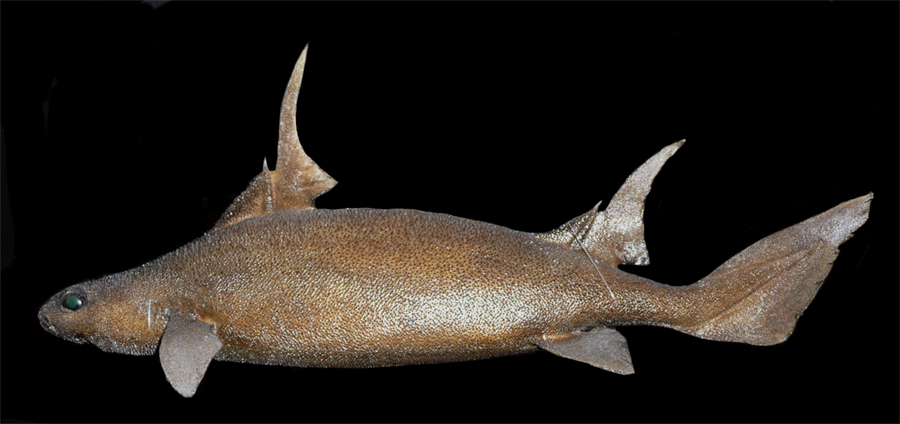
Oxynotus paradoxus

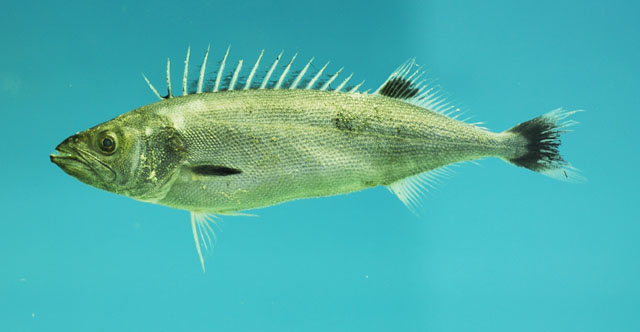
Ruvet (Ruvettus pretiosus)

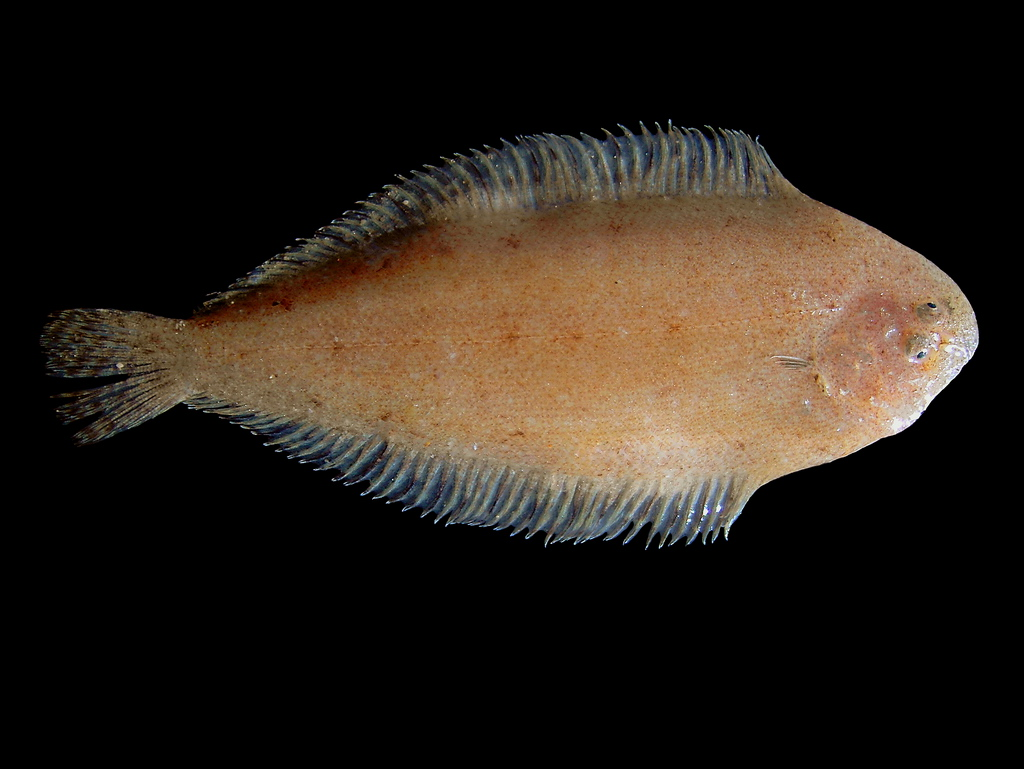
Palaí xic (Buglossidium luteum)

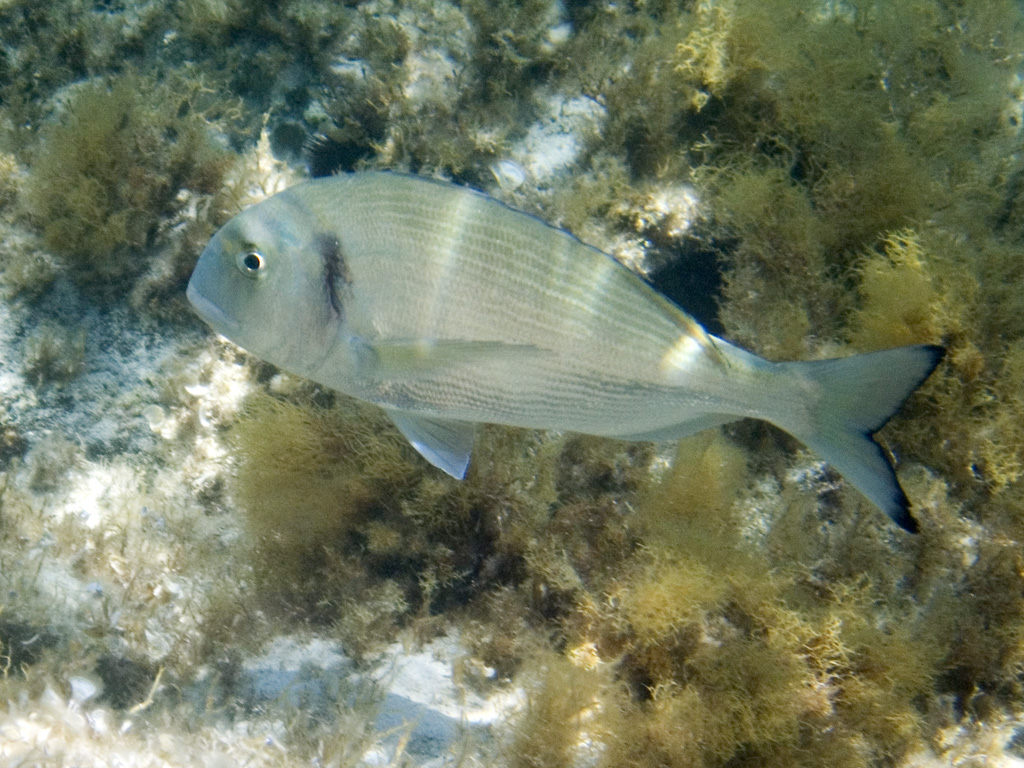
Orada (Sparus aurata)

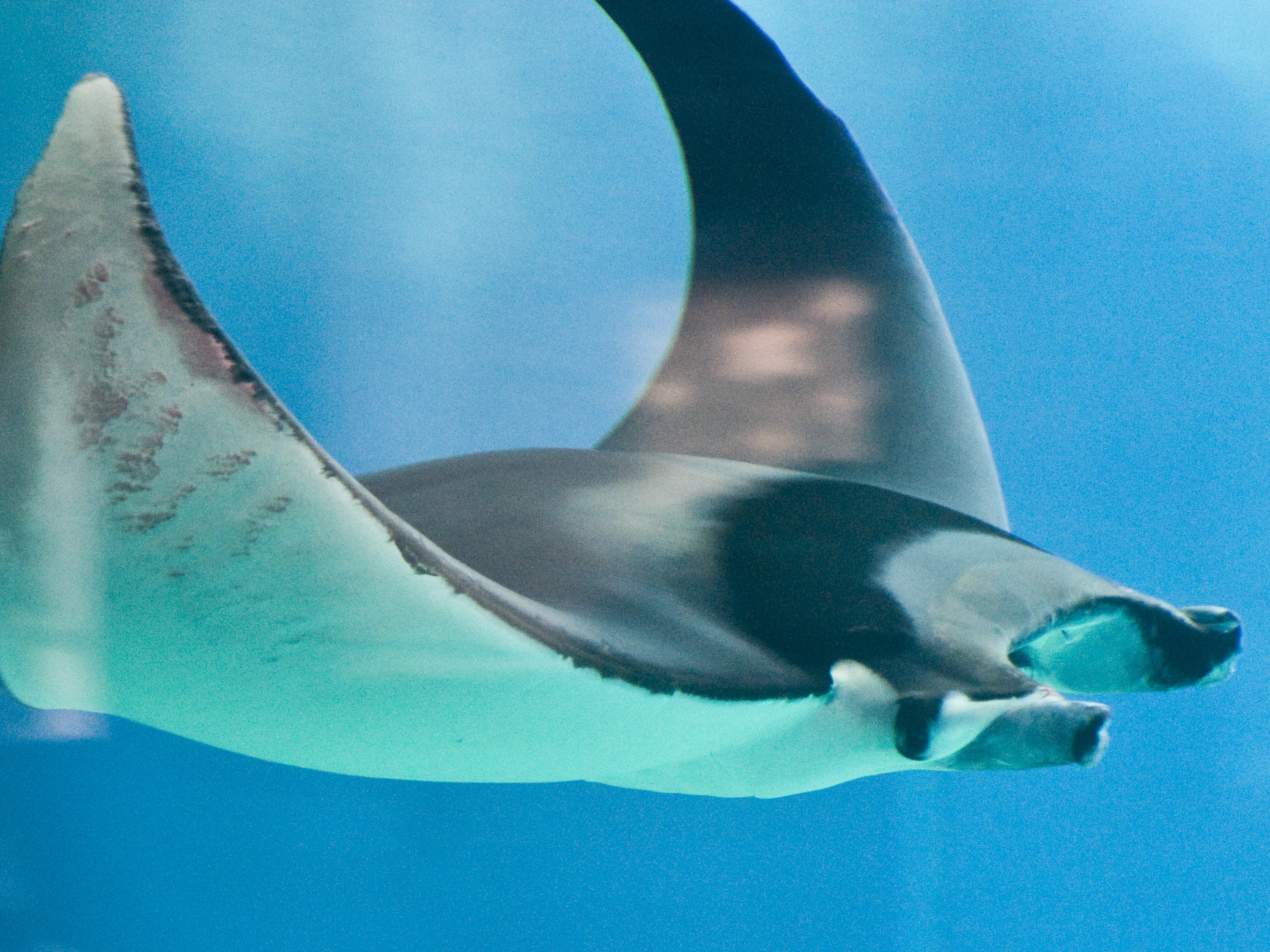
Manta (peix) (Mobula mobular)

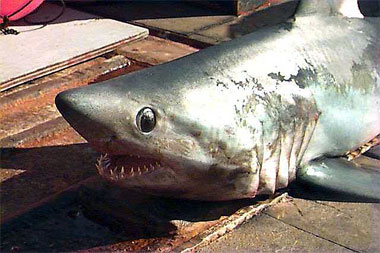
Marraix (Lamna nasus)

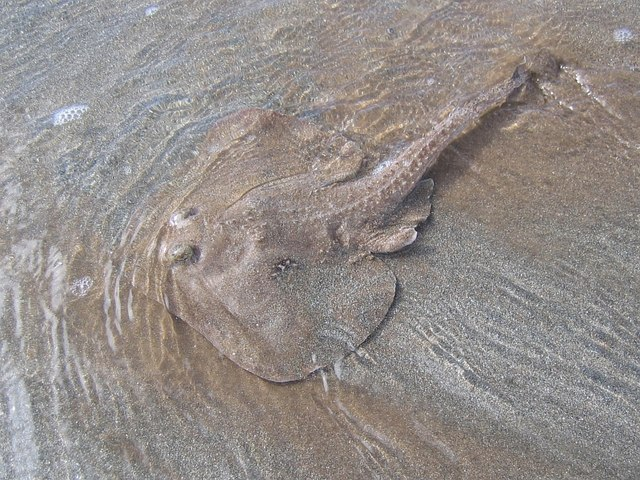
Rajada vestida (Leucoraja naevus)

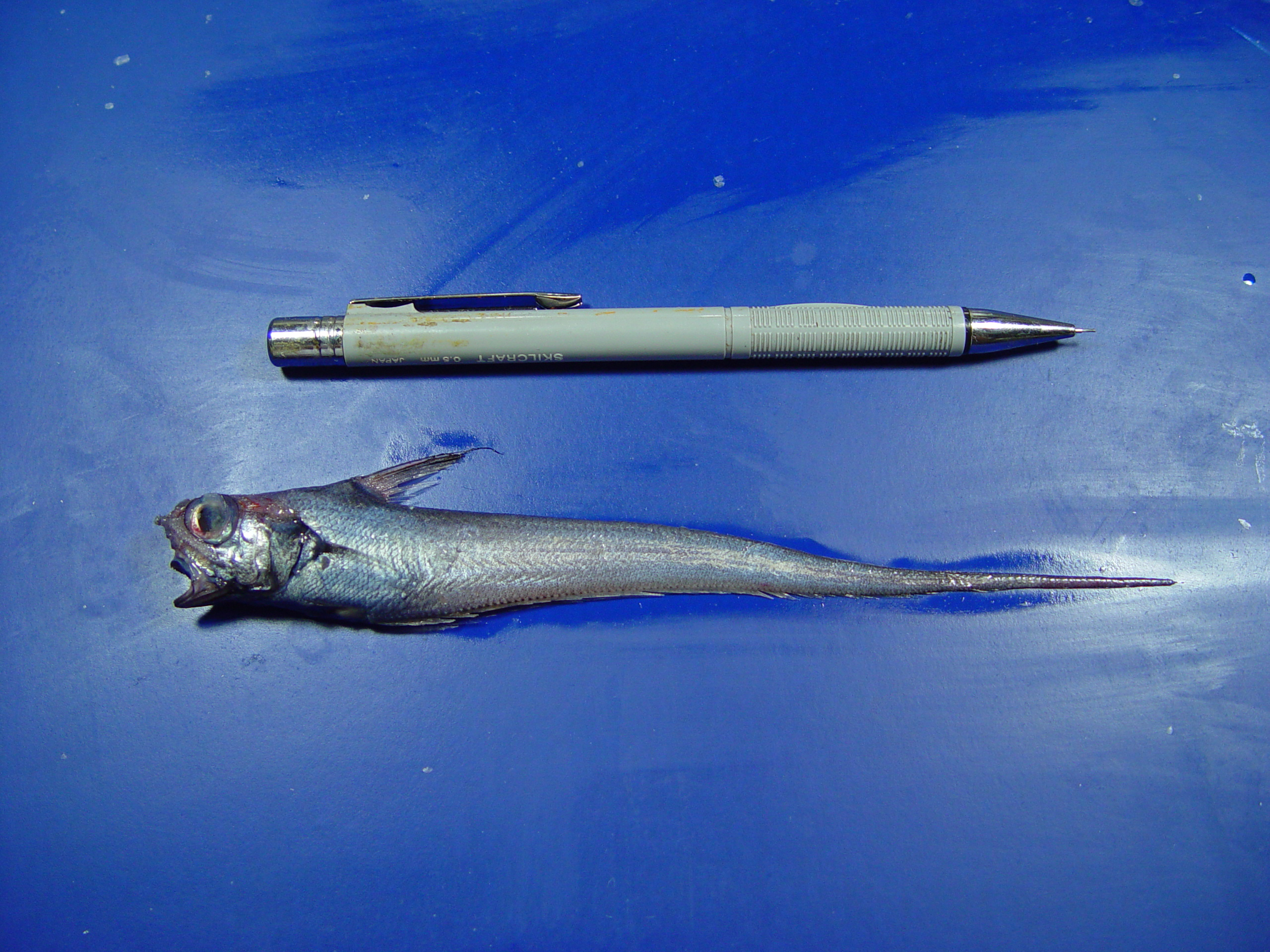
Ratolí (Nezumia aequalis)

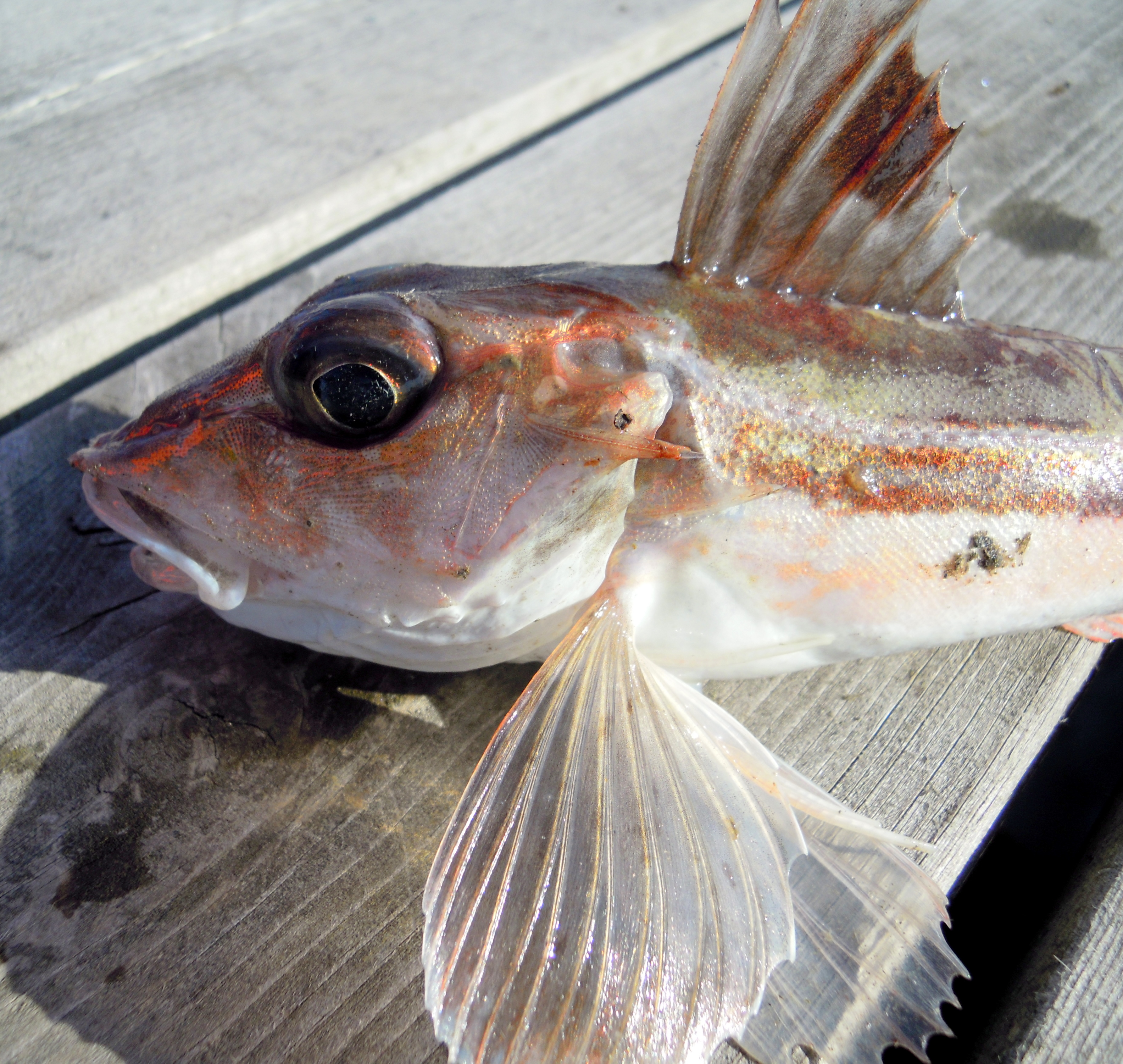
Lluerna verda (Eutrigla gurnardus)

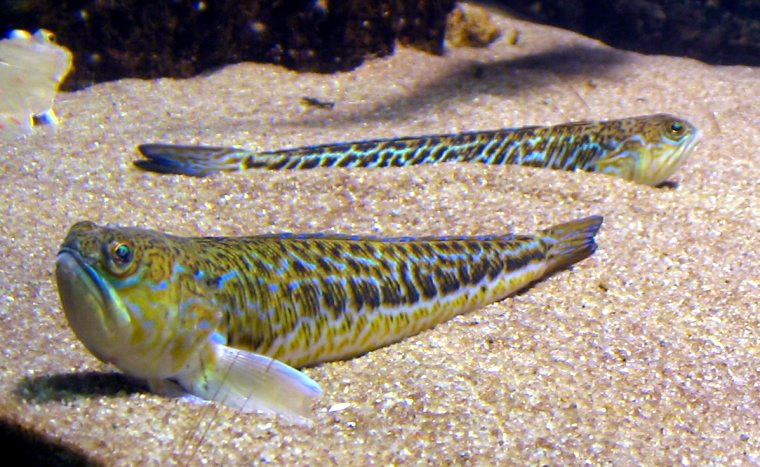
Aranya blanca (Trachinus draco)

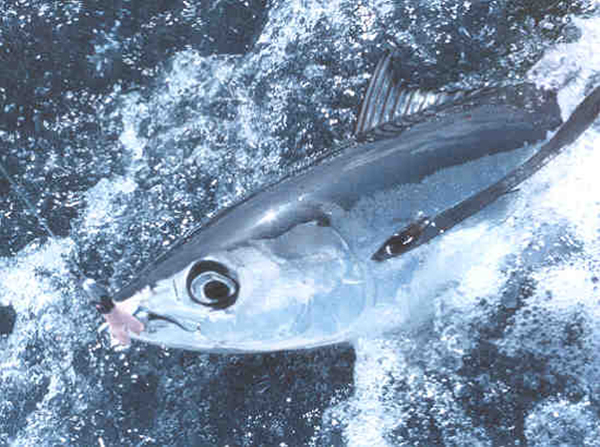
Tonyina blanca (Thunnus alalunga)

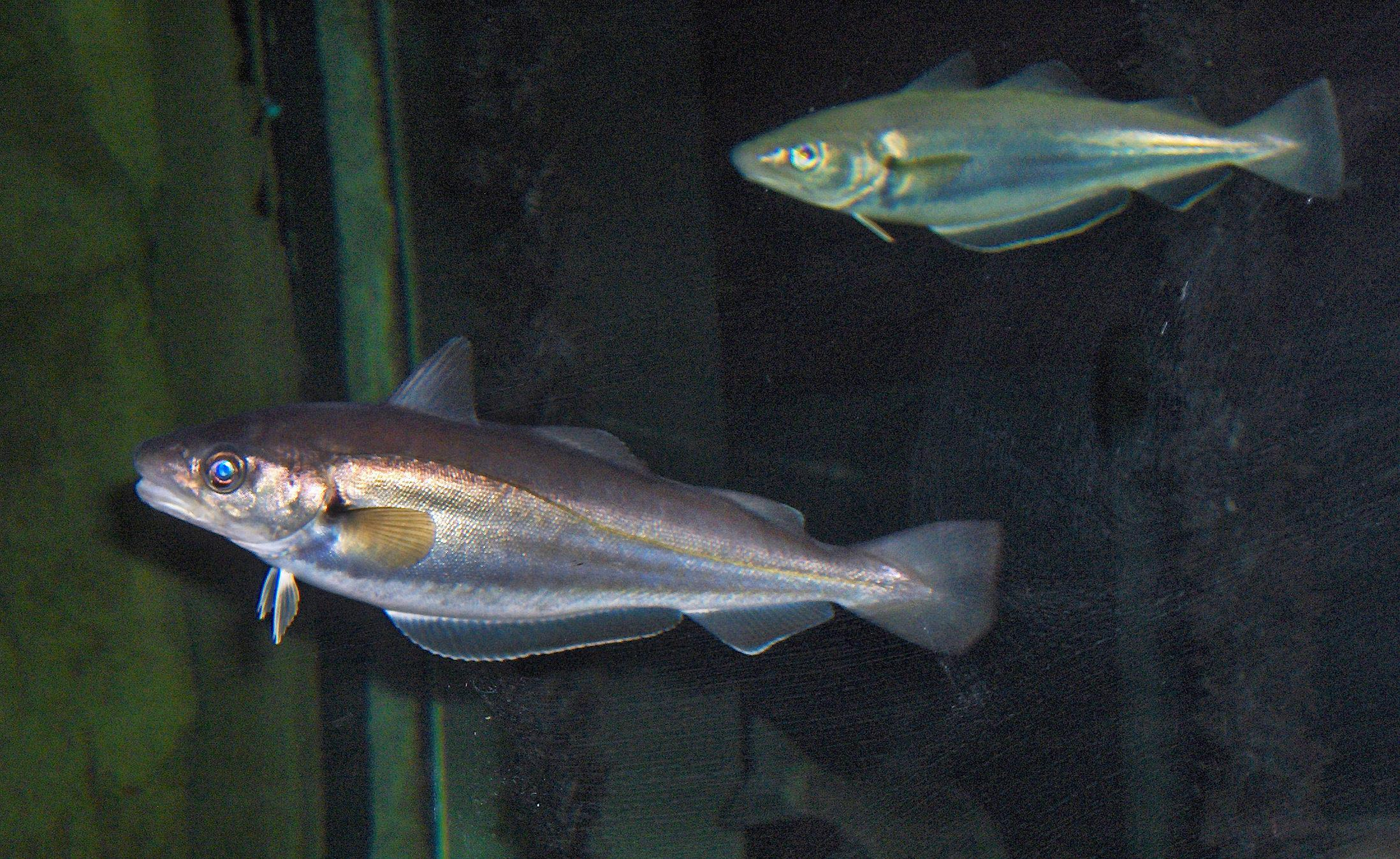
Merlà (Merlangius merlangus)

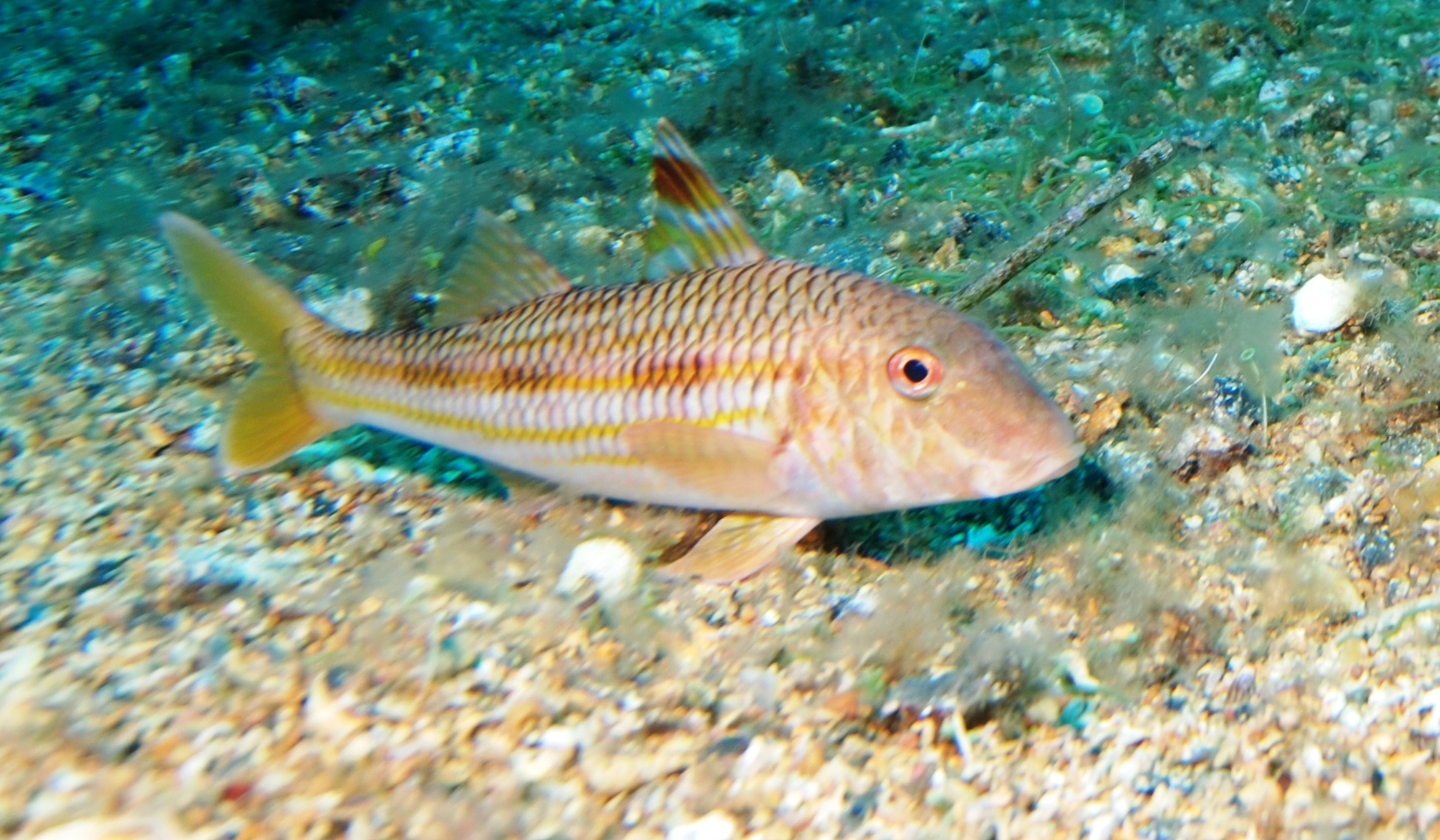
Moll de roca (Mullus surmuletus)

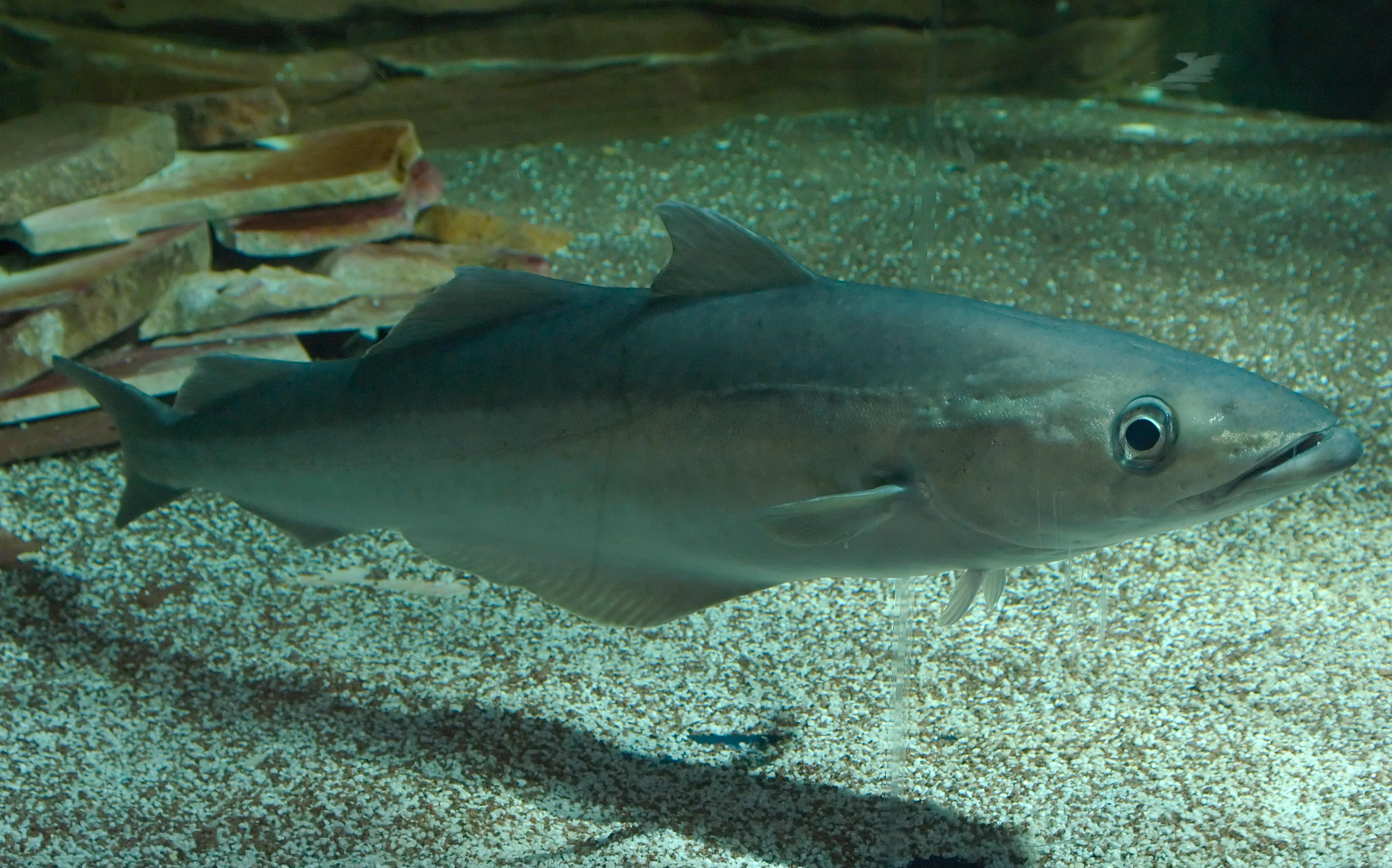
Abadejo (Pollachius pollachius)

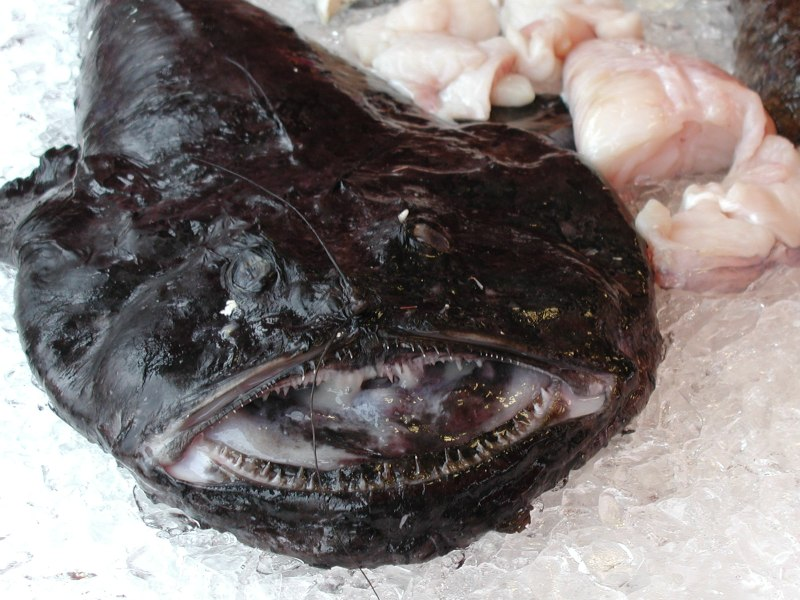
Rap (Lophius piscatorius)

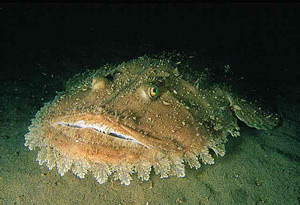
Rap vermell (Lophius budegassa)

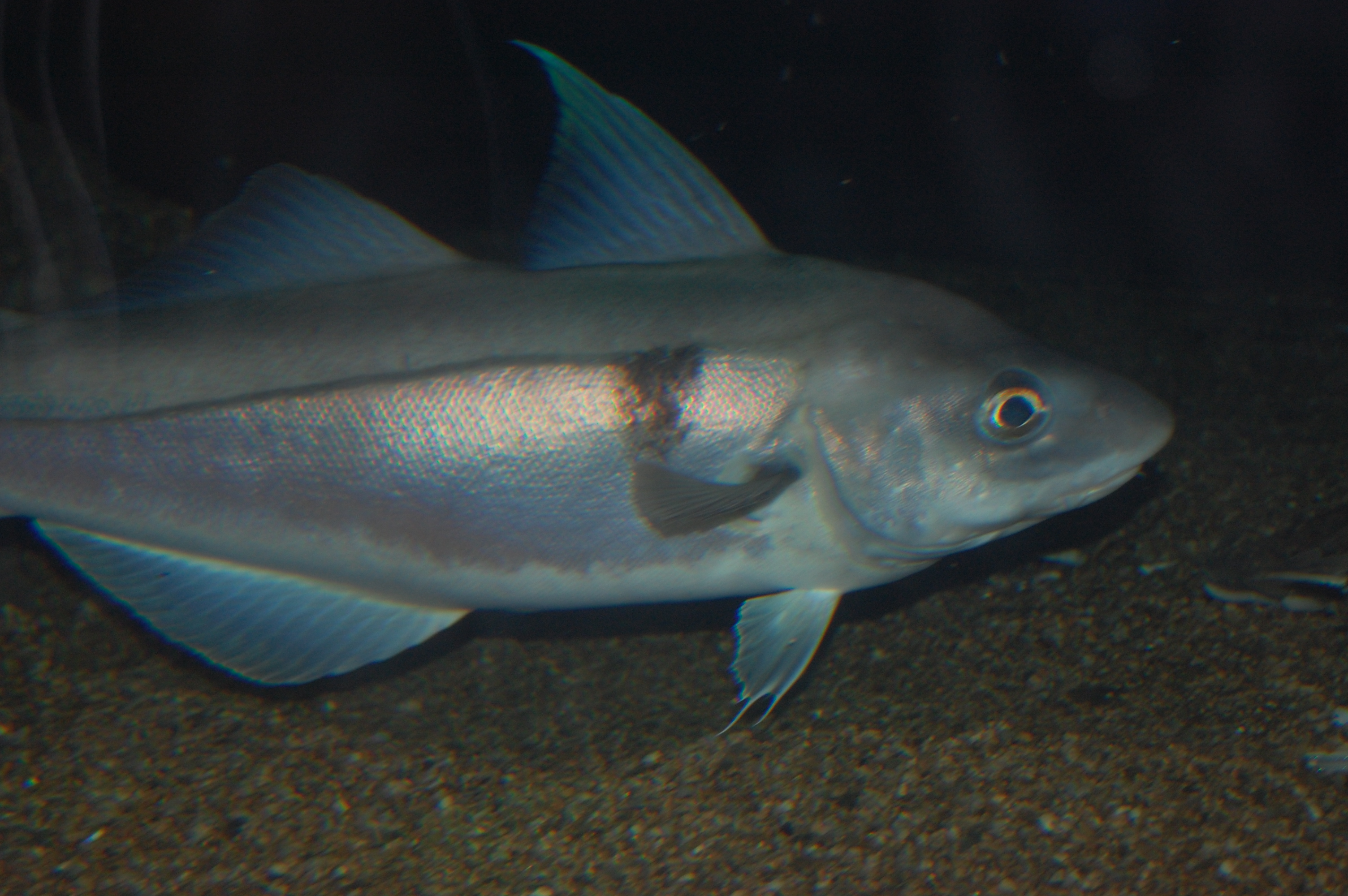
Eglefí (Melanogrammus aeglefinus)

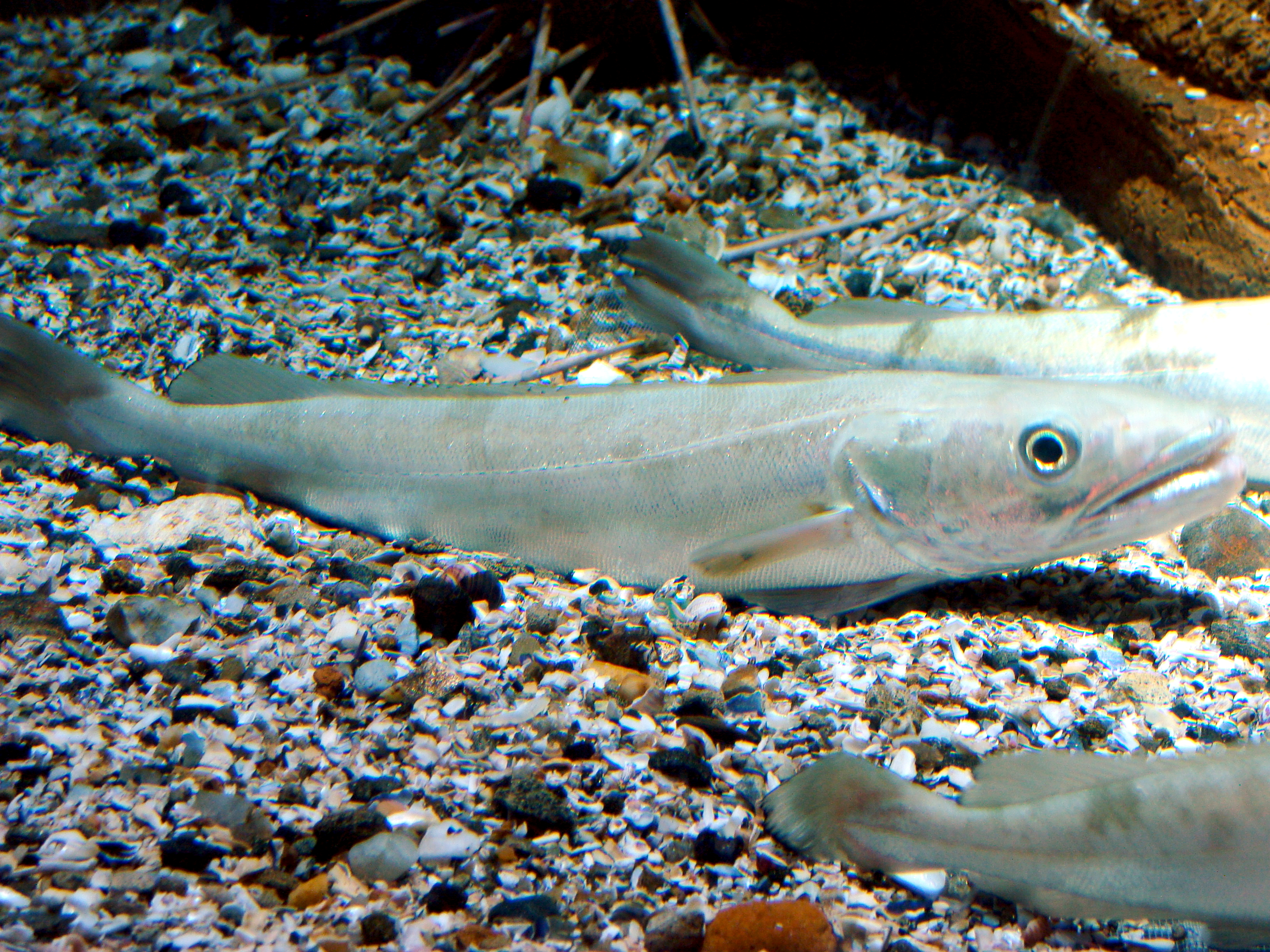
Lluç europeu (Merluccius merluccius)

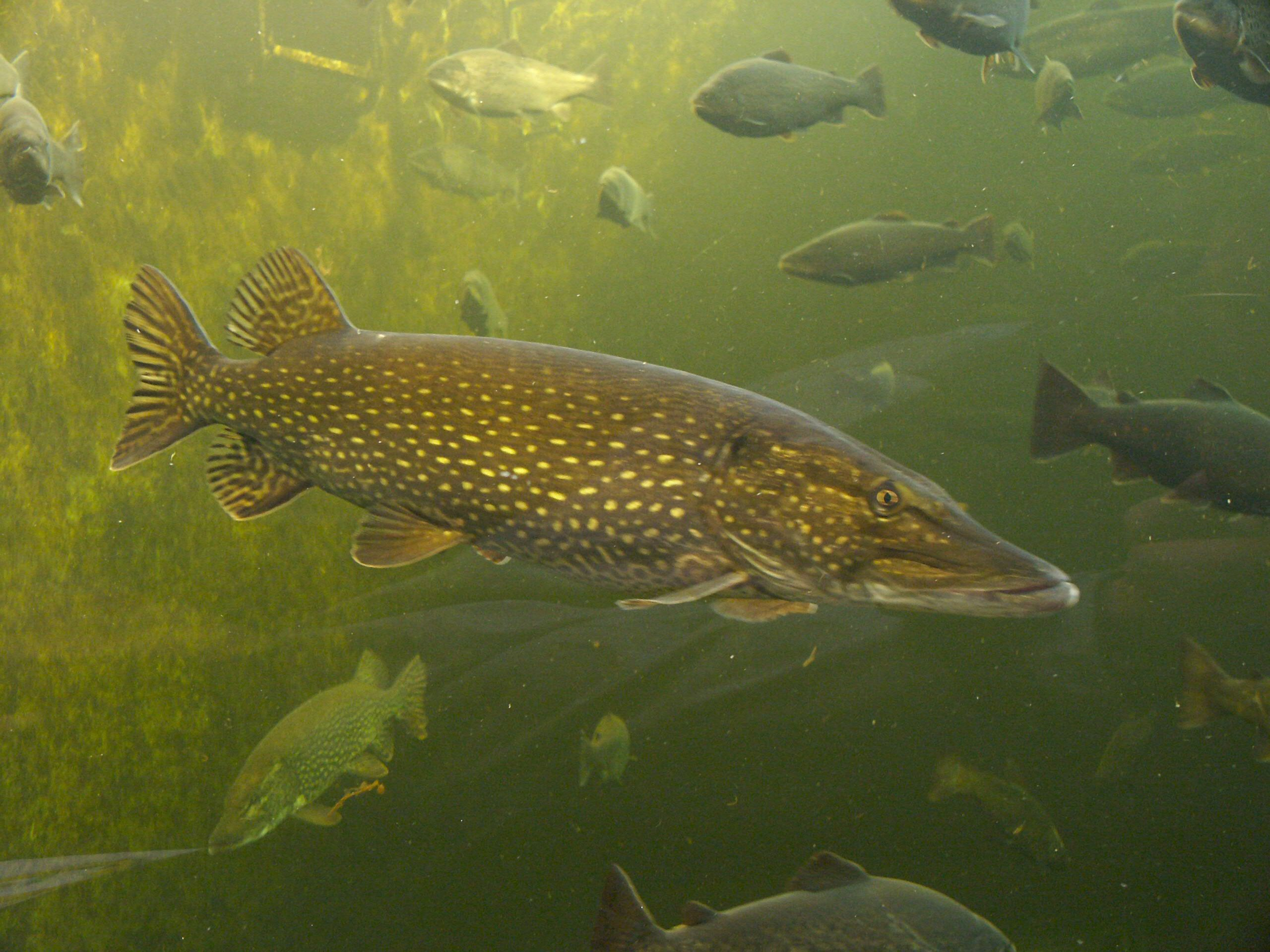
Lluç de riu (Esox lucius)

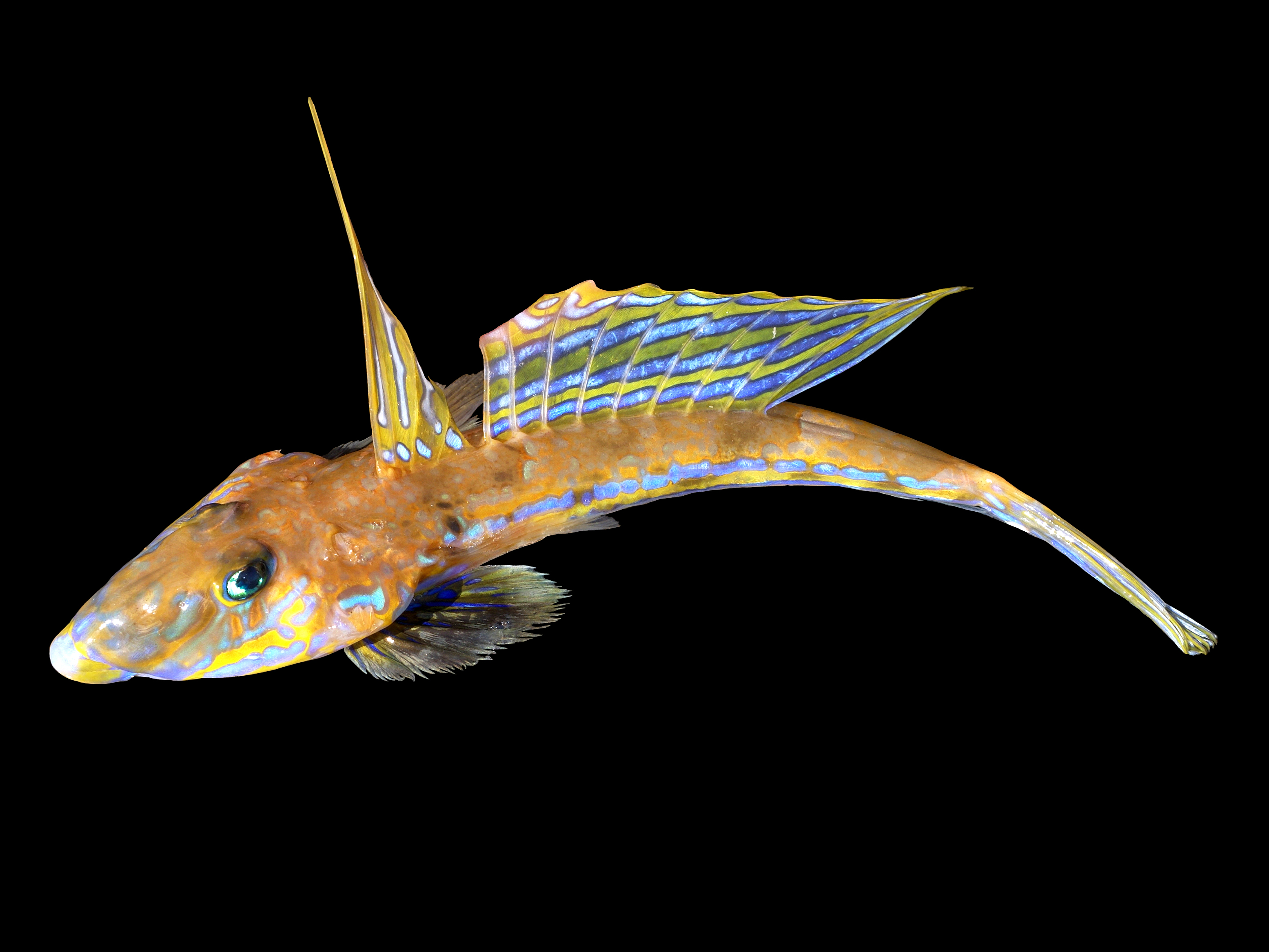
Dragó lira (Callionymus lyra)

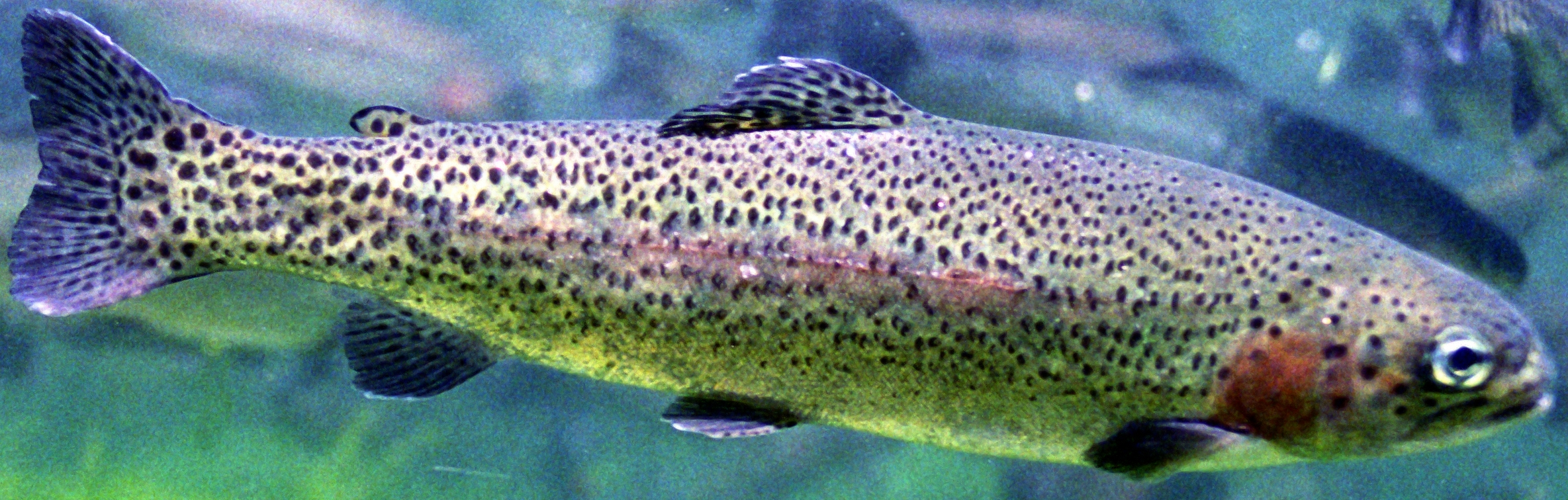
Truita arc de Sant Martí (Oncorhynchus mykiss)

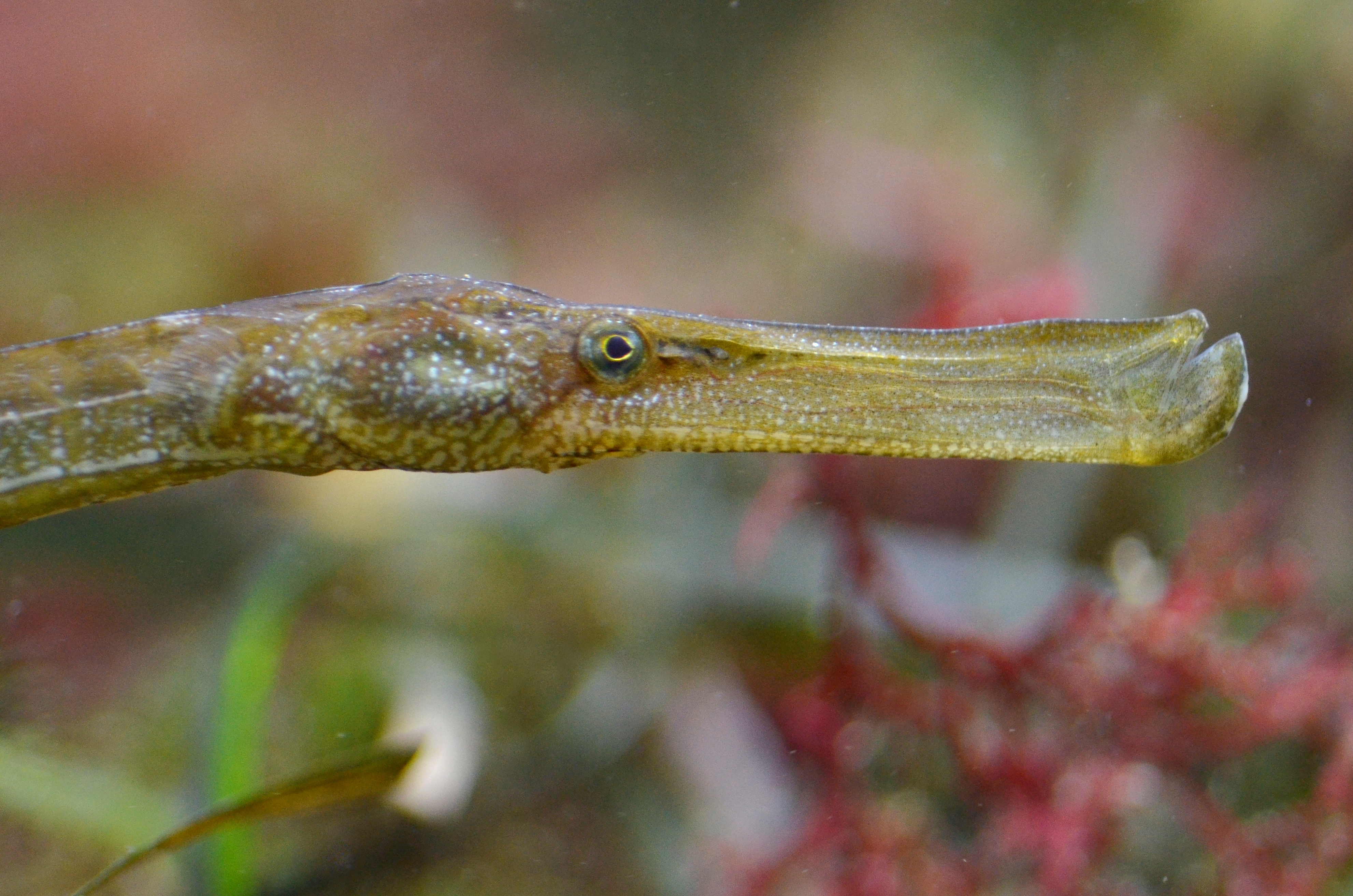
Serpentí (Syngnathus typhle)

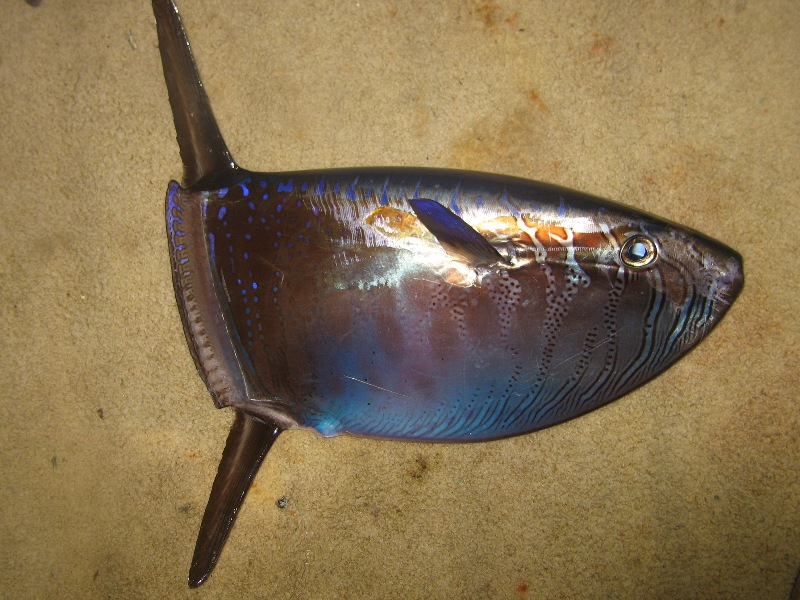
Ranzania laevis

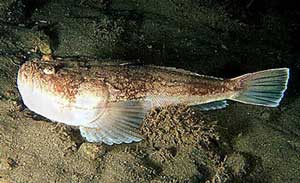
Rata (Uranoscopus scaber)

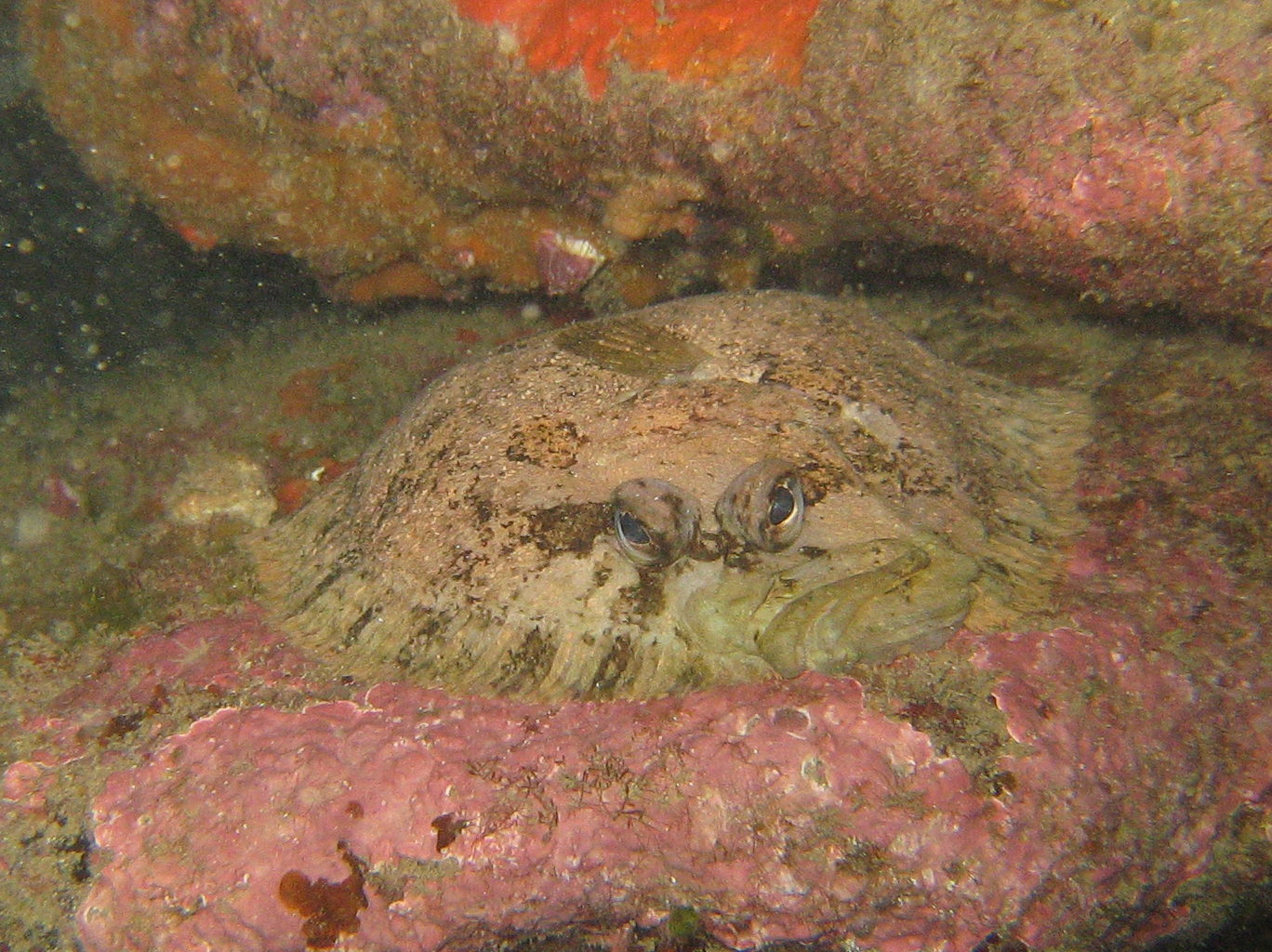
Rèmol de roca (Zeugopterus punctatus)

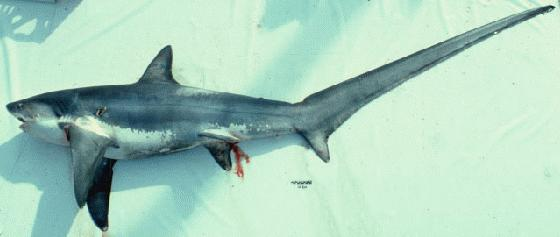
Peix guilla (Alopias vulpinus)

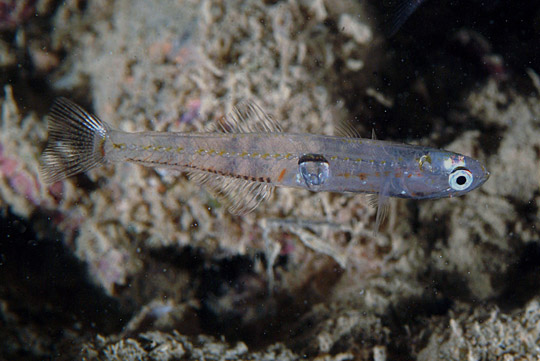
Xanguet (Aphia minuta)

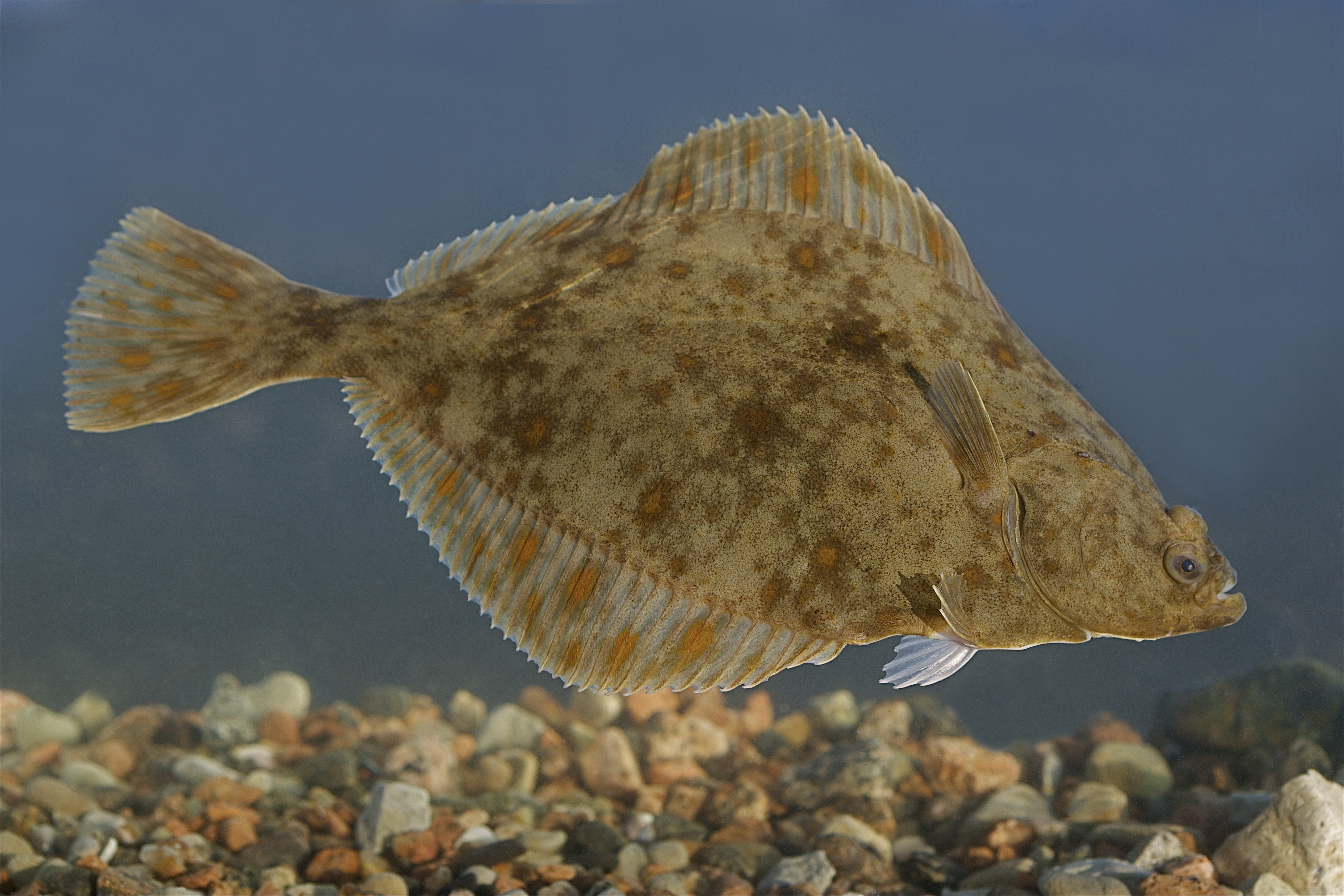
Rèmol de riu (Platichthys flesus)

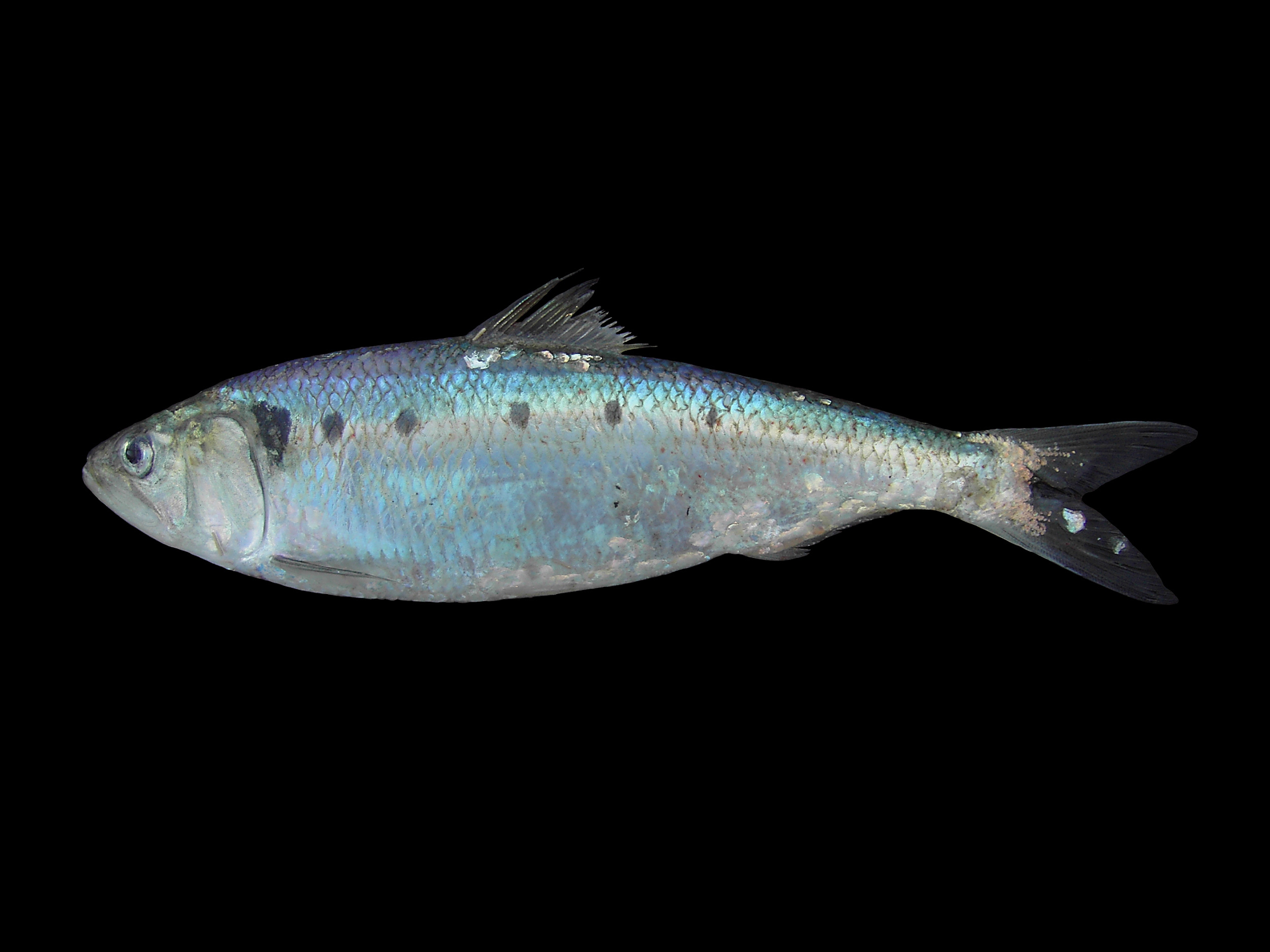
Alosa fallax

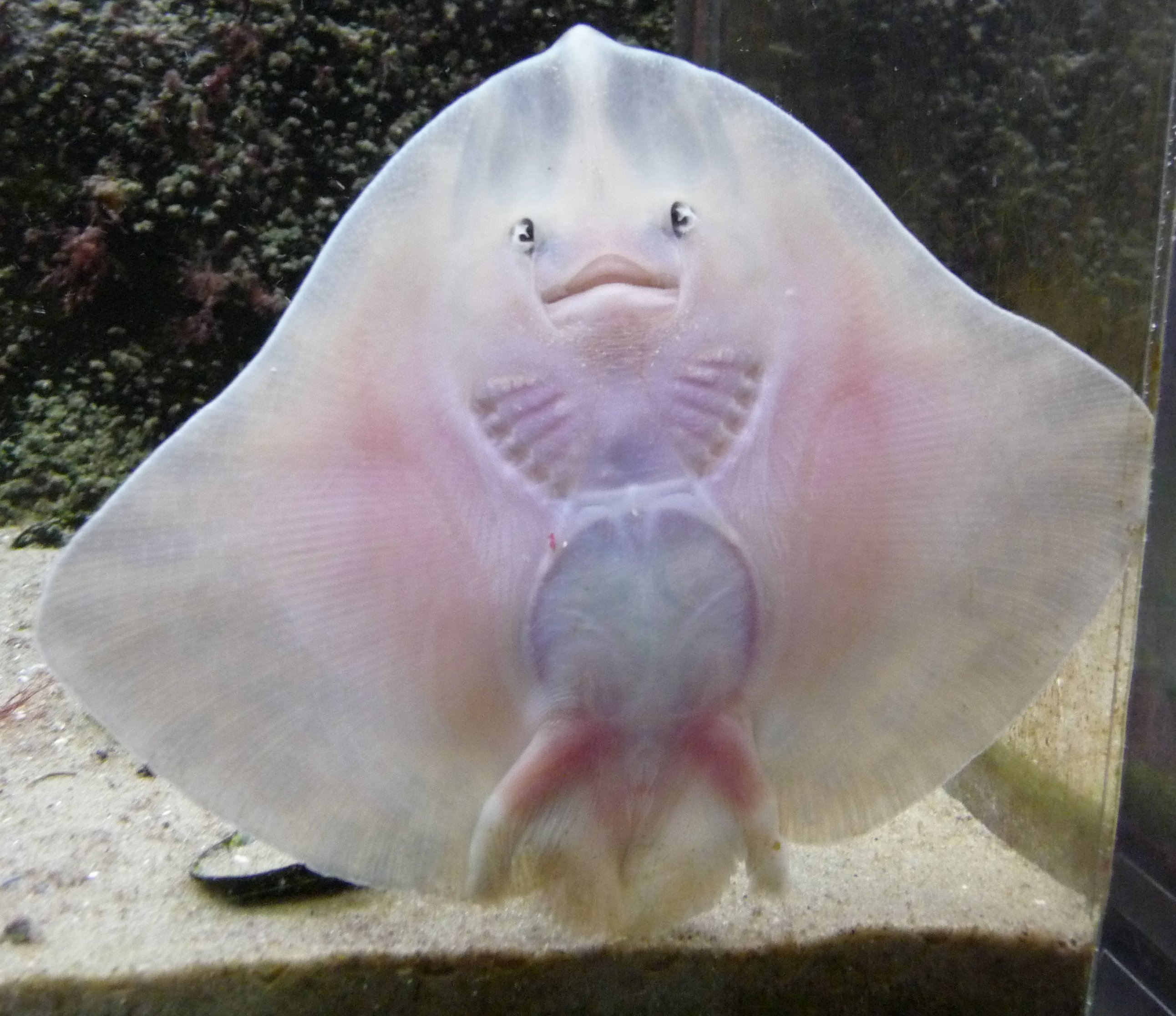
Amblyraja radiata

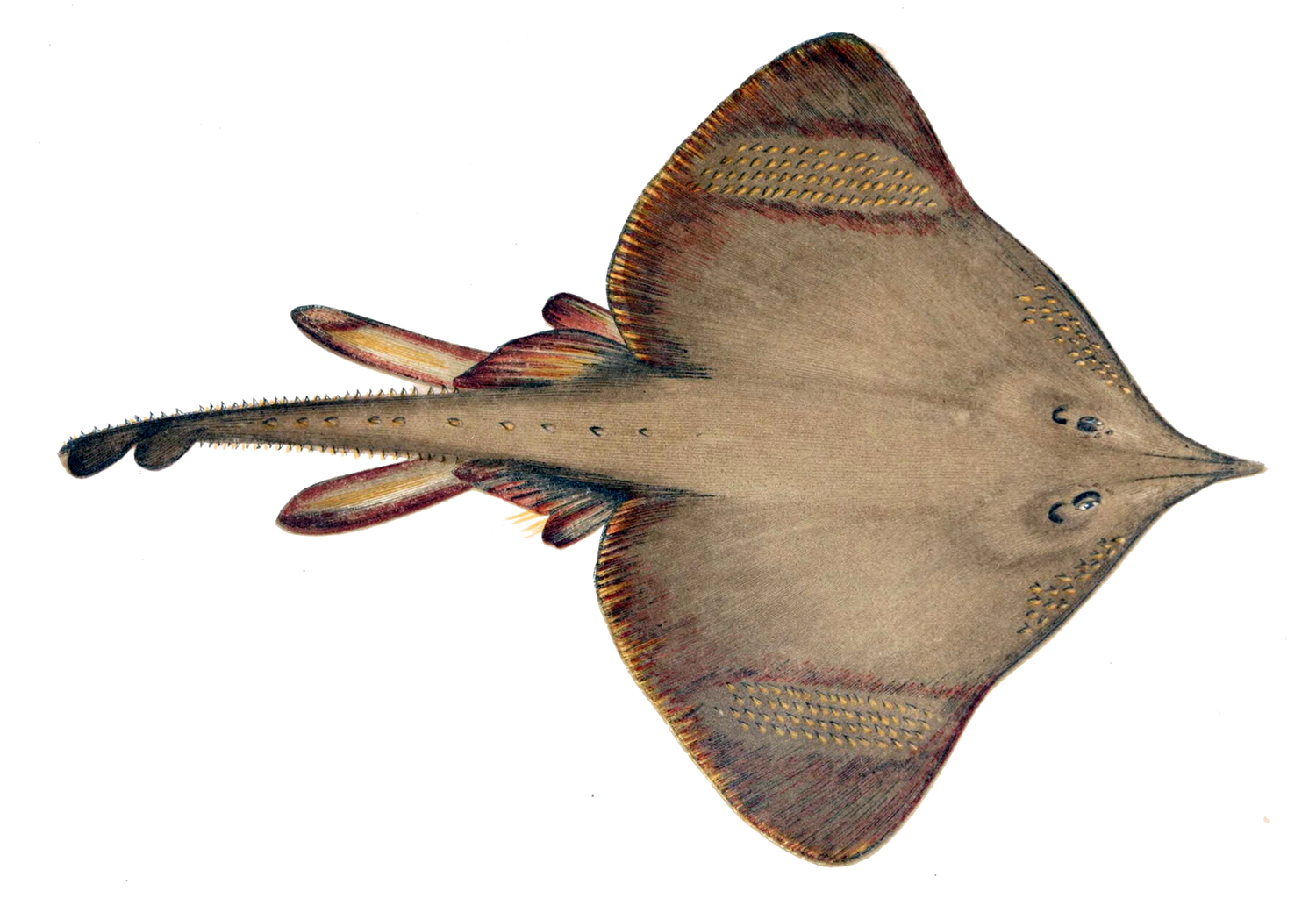
Caputxó (Dipturus oxyrinchus)

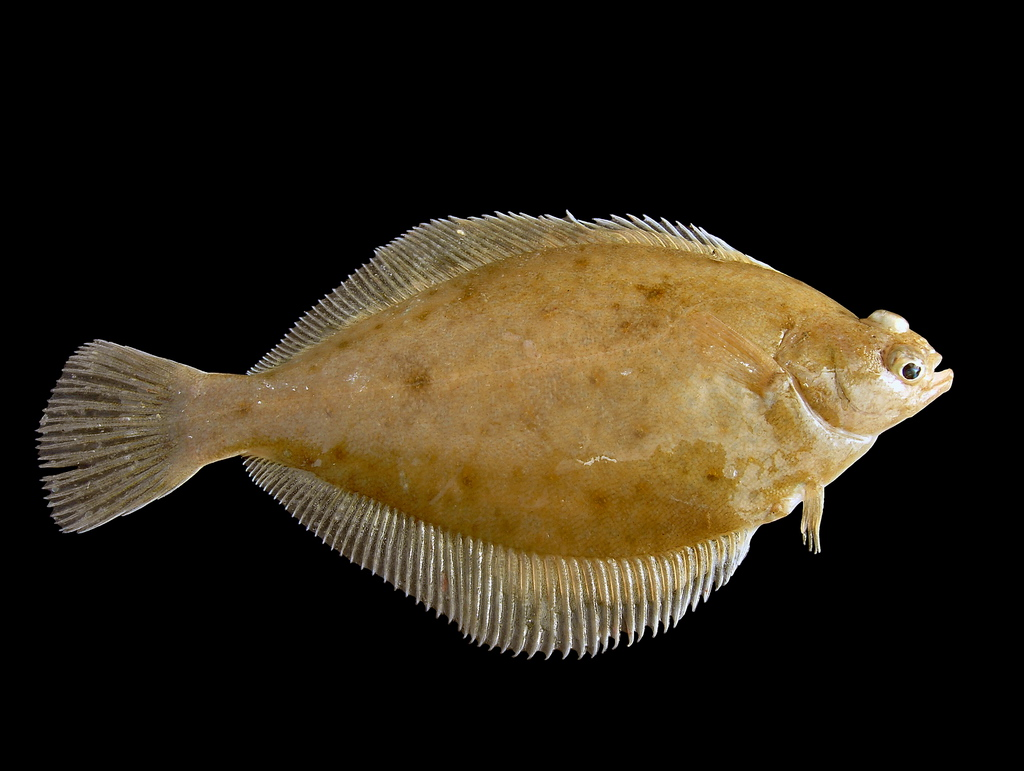
Limanda (Limanda limanda)

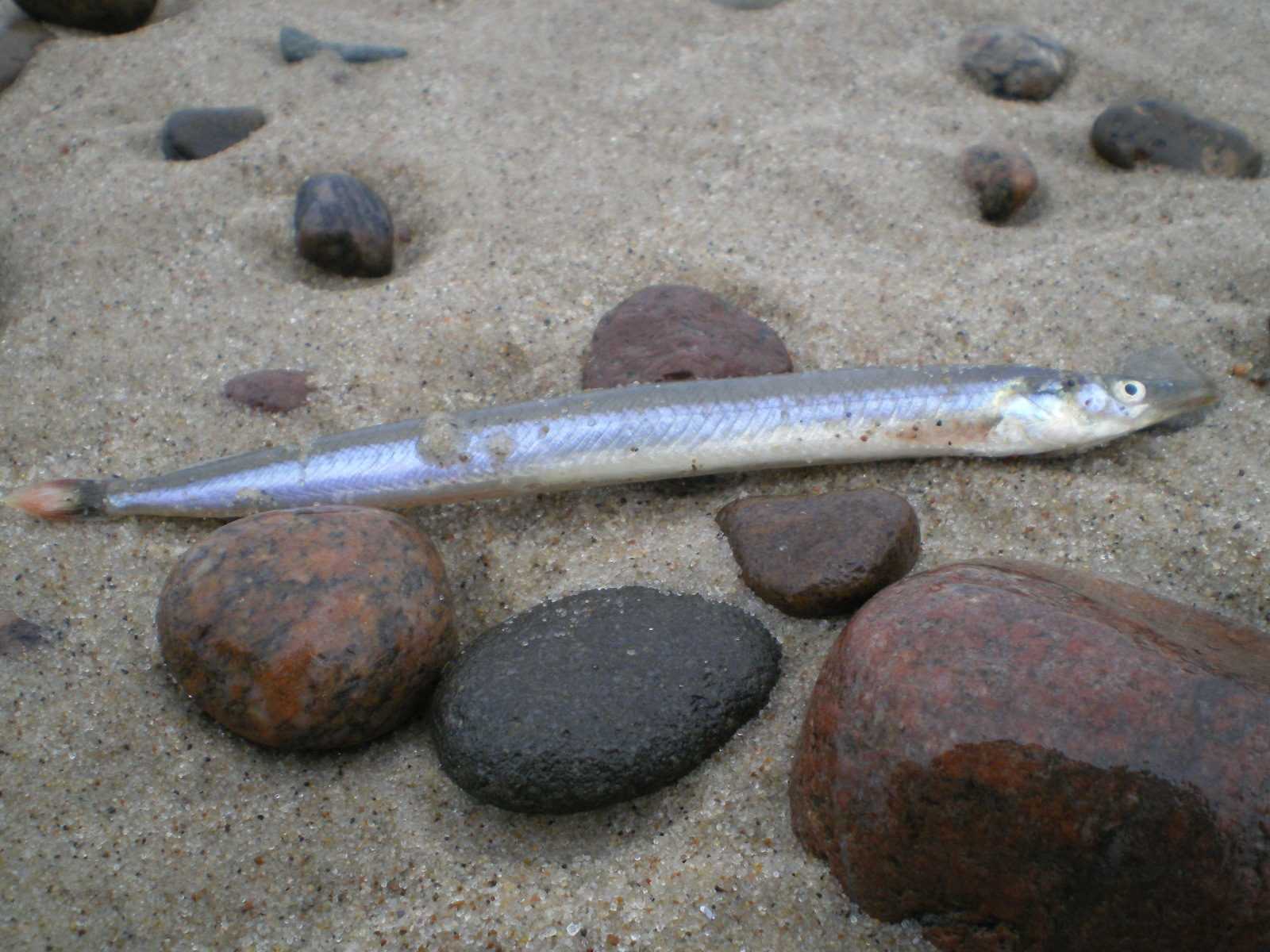
Trencavits (Ammodytes tobianus)

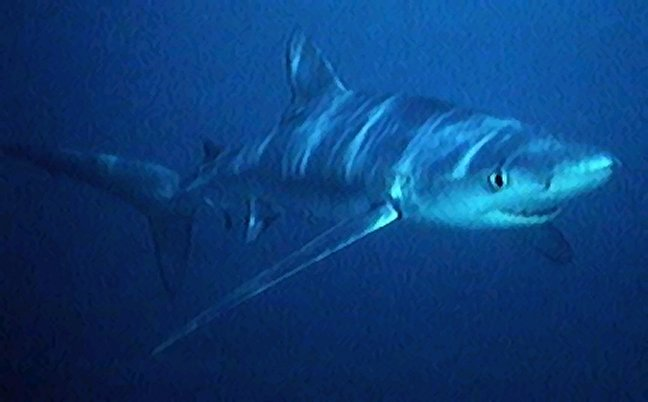
Tintorera (Prionace glauca)

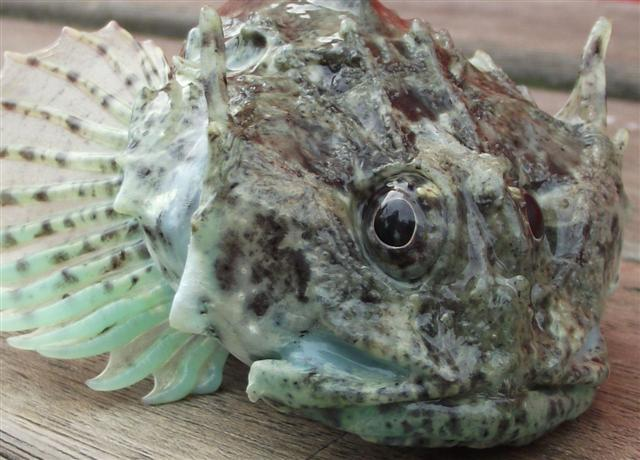
Escorpí de mar d'espines llargues (Taurulus bubalis)

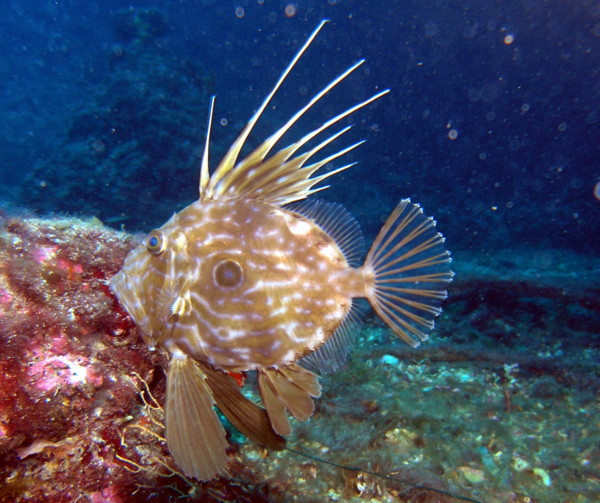
Gall de Sant Pere (Zeus faber)

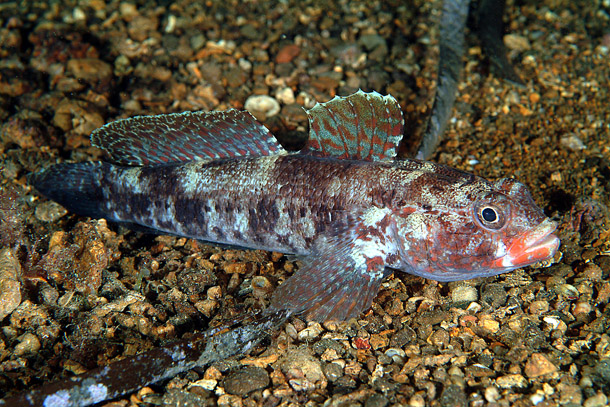
Cabot anglès (Gobius cruentatus)

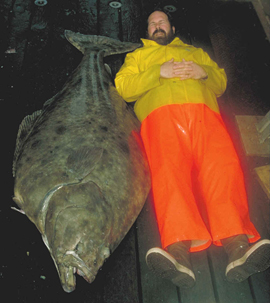
Halibut de l'Atlàntic (Hippoglossus hippoglossus)

Aquesta llista de peixos de la República d'Irlanda inclou 393 espècies de peixos que es poden trobar actualment a la República d'Irlanda ordenades per l'ordre alfabètic de llur nom científic.

## A
- Abramis brama
- Acipenser sturio
- Agonus cataphractus
- Alepisaurus ferox
- Alepocephalus agassizii
- Alepocephalus australis
- Alepocephalus bairdii
- Alepocephalus productus
- Alepocephalus rostratus
- Alopias vulpinus
- Alosa alosa
- Alosa fallax
- Alosa killarnensis
- Amblyraja radiata
- Ammodytes marinus
- Ammodytes tobianus
- Anarhichas lupus
- Anguilla anguilla
- Anoplogaster cornuta
- Antimora rostrata
- Aphanopus carbo
- Aphia minuta
- Apletodon dentatus
- Apristurus laurussonii
- Apristurus manis
- Apristurus melanoasper
- Arctozenus risso
- Argentina silus
- Argentina sphyraena
- Argyropelecus hemigymnus
- Argyropelecus olfersii
- Arnoglossus imperialis
- Arnoglossus laterna
- Arnoglossus thori
- Artediellus atlanticus
- Atherina presbyter
- Auxis rochei
- Auxis thazard

## B
- Balistes capriscus
- Barbatula barbatula
- Bassozetus taenia
- Bathygadus melanobranchus
- Bathylaco nigricans
- Bathylagus euryops
- Bathypterois dubius
- Bathypterois longipes
- Bathysaurus ferox
- Bathysaurus mollis
- Bathysolea profundicola
- Bathytroctes macrolepis
- Bathytroctes michaelsarsi
- Bathytroctes microlepis
- Belone belone
- Belone svetovidovi
- Benthosema glaciale
- Beryx decadactylus
- Bonapartia pedaliota
- Boops boops
- Borostomias antarcticus
- Brama brama
- Brosme brosme
- Buenia jeffreysii
- Buglossidium luteum

## C
- Callionymus lyra
- Callionymus maculatus
- Callionymus reticulatus
- Campogramma glaycos
- Capros aper
- Careproctus aciculipunctatus
- Careproctus merretti
- Cataetyx alleni
- Cataetyx laticeps
- Centrolabrus exoletus
- Centrophorus squamosus
- Centroscyllium fabricii
- Centroscymnus coelolepis
- Centroscymnus crepidater
- Cepola macrophthalma
- Cetorhinus maximus
- Chaenophryne longiceps
- Chelidonichthys cuculus
- Chelidonichthys lucerna
- Chelidonichthys obscurus
- Chelon labrosus
- Chimaera monstrosa
- Chirolophis ascanii
- Chlamydoselachus anguineus
- Ciliata mustela
- Ciliata septentrionalis
- Clupea harengus
- Coelorinchus caelorhincus
- Coelorinchus labiatus
- Conger conger
- Conocara macropterum
- Conocara microlepis
- Conocara murrayi
- Conocara salmoneum
- Coregonus autumnalis
- Coregonus pollan
- Coryphaenoides brevibarbis
- Coryphaenoides carapinus
- Coryphaenoides guentheri
- Coryphaenoides leptolepis
- Coryphaenoides mediterraneus
- Coryphaenoides profundicolus
- Coryphaenoides rupestris
- Coryphoblennius galerita
- Cottunculus thomsonii
- Crystallogobius linearis
- Ctenolabrus rupestris
- Cubiceps gracilis
- Cyclopterus lumpus
- Cyclothone alba
- Cyprinus carpio

## D
- Dalatias licha
- Deania calcea
- Dentex dentex
- Diaphus metopoclampus
- Diaphus rafinesquii
- Dicentrarchus labrax
- Diplecogaster bimaculata
- Dipturus batis
- Dipturus nidarosiensis
- Dipturus oxyrinchus
- Diretmus argenteus

## E
- Echiichthys vipera
- Echinorhinus brucus
- Echiodon drummondii
- Electrona risso
- Enchelyopus cimbrius
- Engraulis encrasicolus
- Entelurus aequoreus
- Epigonus telescopus
- Esox lucius
- Etmopterus princeps
- Etmopterus spinax
- Eurypharynx pelecanoides
- Eutrigla gurnardus

## G
- Gadiculus argenteus
- Gadiculus thori
- Gadus morhua
- Gaidropsarus argentatus
- Gaidropsarus macrophthalmus
- Gaidropsarus mediterraneus
- Gaidropsarus vulgaris
- Galeorhinus galeus
- Galeus melastomus
- Gasterosteus aculeatus
- Glyptocephalus cynoglossus
- Gobio gobio
- Gobius couchi
- Gobius cruentatus
- Gobius niger
- Gobius paganellus
- Gobiusculus flavescens
- Grammatostomias flagellibarba
- Guttigadus latifrons
- Gymnammodytes semisquamatus

## H
- Halargyreus johnsonii
- Halosauropsis macrochir
- Halosaurus johnsonianus
- Harriotta raleighana
- Helicolenus dactylopterus
- Hexanchus griseus
- Hippocampus guttulatus
- Hippoglossoides platessoides
- Hippoglossus hippoglossus
- Histiobranchus bathybius
- Holtbyrnia anomala
- Hoplostethus atlanticus
- Hoplostethus mediterraneus
- Hydrolagus affinis
- Hydrolagus mirabilis
- Hymenocephalus italicus
- Hyperoglyphe perciformis
- Hyperoplus immaculatus
- Hyperoplus lanceolatus

## I
- Ilyophis arx
- Ilyophis blachei
- Ilyophis brunneus
- Isurus oxyrinchus

## K
- Katsuwonus pelamis

## L
- Labrus bergylta
- Labrus mixtus
- Lamna nasus
- Lampanyctus intricarius
- Lampanyctus macdonaldi
- Lampetra fluviatilis
- Lampetra planeri
- Lampris guttatus
- Lepadogaster candolii
- Lepidion eques
- Lepidopus caudatus
- Lepidorhombus boscii
- Lepidorhombus whiffiagonis
- Leptochilichthys agassizii
- Leptostomias gladiator
- Lesueurigobius friesii
- Leuciscus leuciscus
- Leucoraja circularis
- Leucoraja fullonica
- Leucoraja naevus
- Limanda limanda
- Liparis liparis
- Liparis montagui
- Lipophrys pholis
- Liza aurata
- Liza ramada
- Lobianchia gemellarii
- Lophius budegassa
- Lophius piscatorius
- Lycenchelys alba
- Lycodes terraenovae
- Lyconus brachycolus

## M
- Macrourus berglax
- Magnisudis atlantica
- Malacocephalus laevis
- Maulisia mauli
- Maurolicus muelleri
- Melanogrammus aeglefinus
- Merlangius merlangus
- Merluccius merluccius
- Micrenophrys lilljeborgii
- Microchirus variegatus
- Micromesistius poutassou
- Microstoma microstoma
- Microstomus kitt
- Mobula mobular
- Mola mola
- Molva dypterygia
- Molva macrophthalma
- Molva molva
- Mora moro
- Mullus barbatus barbatus
- Mullus surmuletus
- Mustelus asterias
- Mustelus mustelus
- Myctophum punctatum
- Myliobatis aquila
- Myoxocephalus scorpius
- Myxine glutinosa
- Myxine ios

## N
- Nansenia groenlandica
- Nansenia oblita
- Narcetes stomias
- Neocyttus helgae
- Neoraja caerulea
- Nerophis lumbriciformis
- Nerophis ophidion
- Nesiarchus nasutus
- Nezumia aequalis
- Normichthys operosus
- Notacanthus bonaparte
- Notacanthus chemnitzii
- Notolychnus valdiviae

## O
- Oncorhynchus mykiss
- Oneirodes carlsbergi
- Oneirodes eschrichtii
- Opisthoproctus soleatus
- Osmerus eperlanus
- Oxynotus centrina
- Oxynotus paradoxus

## P
- Pachycara bulbiceps
- Pachycara crassiceps
- Pagellus bogaraveo
- Pagellus erythrinus
- Parablennius gattorugine
- Paracetonurus flagellicauda
- Paralepis coregonoides
- Paraliparis abyssorum
- Paraliparis bathybius
- Paraliparis bipolaris
- Paraliparis hystrix
- Perca fluviatilis
- Petromyzon marinus
- Pholis gunnellus
- Phoxinus phoxinus
- Phrynorhombus norvegicus
- Phycis blennoides
- Platichthys flesus
- Pleuronectes platessa
- Pollachius pollachius
- Pollachius virens
- Polyacanthonotus challengeri
- Polyacanthonotus rissoanus
- Polymetme corythaeola
- Polymetme thaeocoryla
- Polyprion americanus
- Pomatoschistus lozanoi
- Pomatoschistus microps
- Pomatoschistus minutus
- Pomatoschistus pictus
- Poromitra nigriceps
- Prionace glauca
- Protomyctophum arcticum
- Pteroplatytrygon violacea
- Pungitius laevis

## R
- Raja brachyura
- Raja clavata
- Raja microocellata
- Raja montagui
- Raja undulata
- Rajella bathyphila
- Rajella bigelowi
- Rajella fyllae
- Raniceps raninus
- Ranzania laevis
- Reinhardtius hippoglossoides
- Rhinochimaera atlantica
- Rinoctes nasutus
- Rostroraja alba
- Rouleina attrita
- Rutilus rutilus
- Ruvettus pretiosus

## S
- Saccopharynx ampullaceus
- Sagamichthys schnakenbecki
- Salmo salar
- Salmo trutta
- Salvelinus colii
- Salvelinus fimbriatus
- Salvelinus grayi
- Sarda sarda
- Sardina pilchardus
- Scardinius erythrophthalmus
- Schedophilus medusophagus
- Sciadonus galatheae
- Scomber scombrus
- Scomberesox saurus
- Scopelogadus beanii
- Scopelosaurus lepidus
- Scophthalmus maximus
- Scophthalmus rhombus
- Scyliorhinus canicula
- Scyliorhinus stellaris
- Scymnodon ringens
- Searsia koefoedi
- Sebastes viviparus
- Sigmops bathyphilus
- Sigmops elongatus
- Solea solea
- Somniosus microcephalus
- Sparus aurata
- Spectrunculus grandis
- Sphoeroides pachygaster
- Sphyrna zygaena
- Spinachia spinachia
- Spondyliosoma cantharus
- Sprattus sprattus
- Squalius cephalus
- Squalus acanthias
- Squatina squatina
- Sternoptyx diaphana
- Stomias boa ferox
- Sudis hyalina
- Symbolophorus veranyi
- Symphodus bailloni
- Symphodus melops
- Synaphobranchus kaupii
- Syngnathus acus
- Syngnathus rostellatus
- Syngnathus typhle

## T
- Taractichthys longipinnis
- Taurulus bubalis
- Thalassobathia pelagica
- Thorogobius ephippiatus
- Thunnus alalunga
- Thunnus thynnus
- Tinca tinca
- Torpedo marmorata
- Torpedo nobiliana
- Trachinotus ovatus
- Trachinus draco
- Trachipterus arcticus
- Trachurus trachurus
- Trachyrincus murrayi
- Trachyrincus scabrus
- Trachyscorpia cristulata echinata
- Trichiurus lepturus
- Trigonolampa miriceps
- Trisopterus esmarkii
- Trisopterus luscus
- Trisopterus minutus

## U
- Uranoscopus scaber

## V
- Valenciennellus tripunctulatus
- Venefica proboscidea

## X
- Xenodermichthys copei
- Xiphias gladius

## Z
- Zameus squamulosus
- Zeugopterus punctatus
- Zeugopterus regius
- Zeus faber
- Zoarces viviparus[1]